# Chiesa di Santo Stefano (Verona)
La chiesa di Santo Stefano è un edificio di culto cattolico di Verona, realizzato prevalentemente in stile romanico, situato nell'attuale quartiere di Veronetta, lungo l'Adige, non lontano dalla chiesa di San Giorgio in Braida, da porta San Giorgio e da ponte Pietra. Le sue origini sono antichissime e, nonostante alcuni rimaneggiamenti avvenuti nel corso dei secoli, parte della struttura rimane quella edificata intorno al V secolo, il che la rende un esempio quasi unico di architettura paleocristiana in territorio veronese. I ritrovamenti in loco di altari riconducibili al culto di Iside ha dimostrato che fu fondata in un luogo considerato sacro fin dall'antichità.
Il primo edificio paleocristiano qui sorto dovrebbe essere posteriore, seppure di poco, al 415, ovvero al ritrovamento delle reliquie di Stefano protomartire. Doveva essere a un'unica navata con un ampio transetto e un'abside. L'entrata era anticipata da un atrio, probabilmente un nartece. Di questa primitiva costruzione è rimasta solamente l'impostazione generale e il fianco meridionale in muratura a sacco. Durante il regno di Teodorico il Grande l'edificio venne parzialmente distrutto, ma poi prontamente ricostruito. Il fatto che nella chiesa sia conservata una sedia episcopale in pietra e che vi siano le spoglie di alcuni vescovi veronesi ha fatto supporre che nell'Alto Medioevo Santo Stefano fosse la sede vescovile della diocesi. Si presume che tra il VI e la fine dell'VIII secolo l'aula fosse trasformata con la realizzazione di tre navate e dei matronei a cui si accedeva attraverso due scale poste sulla facciata. Nell'XI secolo venne aggiunta la cripta. A differenza di moltissimi edifici veronesi, il terremoto del 1117 danneggiò Santo Stefano solo parzialmente. La ricostruzione comportò modifiche all'abside, alle finestre e alla facciata, che fu spostata fino a comprendere il nartece, allungando così di fatto l'edificio. Queste trasformazioni portarono la chiesa ad assumere l'aspetto romanico che tutt'oggi la contraddistingue. Tra il 1618 e il 1621 il parroco, monsignor Varalli, fece costruire sul muro meridionale la barocca cappella Varalli (o cappella degli Innocenti). Nei secoli successivi vi furono diverse iniziative volte al restauro e alla conservazione e al contemporaneo ripristino dell'aspetto originario per quanto possibile.
La chiesa si presenta dunque come una somma di elementi architettonici di secoli e stili diversi. Il muro meridionale e l'impostazione generale risalgono al primo edificio paleocristiano, la cripta e la facciata rappresentano un chiaro esempio di architettura romanica veronese, mentre la cappella Varalli è di stampo squisitamente barocco. Menzione a parte si deve fare per l'imponente tiburio che si innalza all'incrocio tra transetto e piedicroce, unico di questo genere a Verona, ma tipico del romanico lombardo. Un'altra caratteristica unica è la presenza nella zona absidale di due ambulacri (o deambulatori) sovrapposti, forse utilizzati dai pellegrini per avvicinarsi alle reliquie. La chiesa conserva molte opere d'arte. Le pareti sono ornate da numerosi affreschi che vanno da quelli basso medioevali di autori ignoti a quelli di Giacomo da Riva e Martino da Verona, nonché quelli di Domenico Brusasorzi, di epoca manierista. Altri pittori veronesi contribuirono alla dotazione artistica della chiesa con le loro pale d'altare; tra essi Paolo Farinati, Marcantonio Bassetti, Pasquale Ottino, Alessandro Turchi e Giovanni Francesco Caroto.

## Storia
Santo Stefano è una delle chiese più antiche nella città di Verona. Nonostante le molteplici trasformazioni architettoniche che l'hanno vista protagonista nel corso dei secoli, alcune delle sue parti sono rimaste quelle del primo edificio realizzato intorno al V secolo e ricostruito da Teodorico il Grande il secolo seguente. Di tutti gli altri edifici paleocristiani veronesi, costruiti prima o durante la chiesa di Santo Stefano, non è rimasto quasi più nulla, ciò rende questa una delle più interessanti chiese di Verona dal punto di vista storico e architettonico. Solitamente si suddividono le vicende edificatorie di Santo Stefano in quattro momenti principali: l'edificazione del primo edificio paleocristiano, il periodo alto medievale, l'imponente ristrutturazione preromanica e romanica avvenuta tra il X e XII secolo e, infine, gli interventi dell'epoca rinascimentale.

### Origini e primo edificio paleocristiano

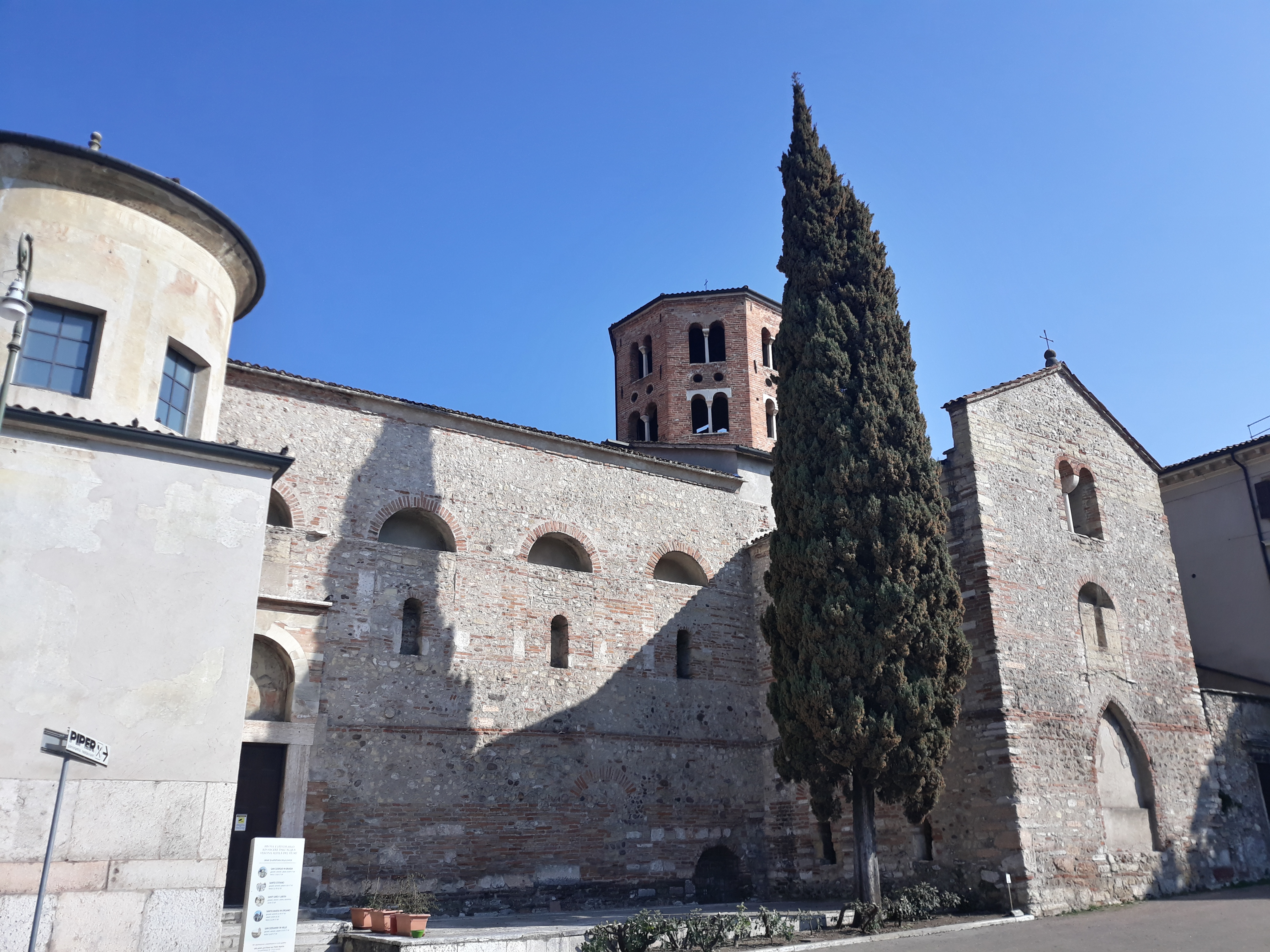
Muro meridionale del piedicroce. Gran parte di esso risale al primo edificio eretto intorno al V secolo.

Si ritiene che l'attuale chiesa di Santo Stefano sorga su un luogo considerato territorio sacro fin dal tempo dei primi insediamenti umani stabili da cui poi ebbe origine Verona. Il ritrovamento sul posto, durante alcuni lavori di ristrutturazione dell'inizio del XIX secolo, di due altari e il reimpiego nella cripta di quattro colonne in sienite di probabile origine egizia, ha fatto supporre che in epoca romana vi fosse un tempio, posto appena fuori dalle mura cittadine dedicato alla dea egiziana Iside e al suo sposo Serapide, il cui culto giunse a Roma tramite i legionari.
Non si conosce con precisione quando venne edificata la prima chiesa cristiana ma la maggior parte degli studiosi reputa possa appartenere al V secolo circa. È invece certo che fin dall'inizio venne intitolata a Stefano protomartire, le cui reliquie vennero scoperte, nei pressi di Gerusalemme nel 415, dunque la sua costruzione avvenne certamente poco dopo. Questo primitivo edificio dovette essere di modeste dimensioni, tanto che lo storico Luigi Simeoni lo descrive più come un oratorio che come una vera e propria chiesa.
La presenza di sepolture, originariamente nella cripta e oggi nella cappella Innocenti, di molti vescovi veronesi e l'esistenza di una sedia episcopale ha fatto ritenere che in epoca alto medioevale, o perlomeno tra il V e il VIII secolo, Santo Stefano fosse stata temporaneamente la sede vescovile di Verona; tuttavia non vi è un unanime accordo con tale tesi. Anche sull'architettura di questo primo edificio le opinioni non concordano pienamente, in quanto le vestigia paleocristiane si confondono con gli elementi posteriori, rendendo non facile la loro identificazione. La pianta della prima chiesa era cruciforme e caratterizzata da un'unica navata, di un primitivo transetto più largo dell'attuale, da un presbiterio e infine da un'abside semicircolare. Sicuramente il muro meridionale del piedicroce è una porzione sopravvissuta di questo periodo. Davanti alla facciata doveva esserci un nartece (un atrio), secondi alcuni a quadriportico, come provato da alcuni atti notarili risalenti ai secoli XI e XII in cui si legge «in atrio Beatissimi Sancti Stefani».
I primi decenni di vita dell'edificio non furono privi di eventi nefasti. Gli Annales Valesiani, cronache del VI secolo, riportano che l'ariano re degli Ostrogoti Teodorico il Grande, negli ultimi anni di regno «… iussit ad fonticulos in proastio civitatis Veronensis oratorium sancti Stephani ibidem situm suberti» ovvero "… ordinò che presso le fontanelle della periferia della città di Verona fosse demolito l'oratorio di Santo Stefano in quello stesso luogo edificato…". Non è certo il motivo che spinse Teodorico a volerne la demolizione, alcuni ritengono che sia da collegare agli scontri che intercorrevano tra cattolici e ariani, altri invece propongono che lo scopo fosse facilitare la costruzione delle nuove mura a protezione del castrum che passavano nei pressi dell'abside, opinione suffragata dal fatto che pare che lo stesso re abbia contribuito all'immediata ricostruzione. Certo è che l'attività liturgica di Santo Stefano dovette fermarsi per un periodo, tanto che i vescovi Verecondo e Valente dovettero essere sepolti nella chiesa di San Pietro in Castello (oggi non più esistente). I lavori terminarono tra il 532 e il 540, ovvero tra la data di morte di Valente e quella del suo successore Petronio la cui tomba poté essere qui collocata.

### Il periodo alto medievale e la riconversione romanica

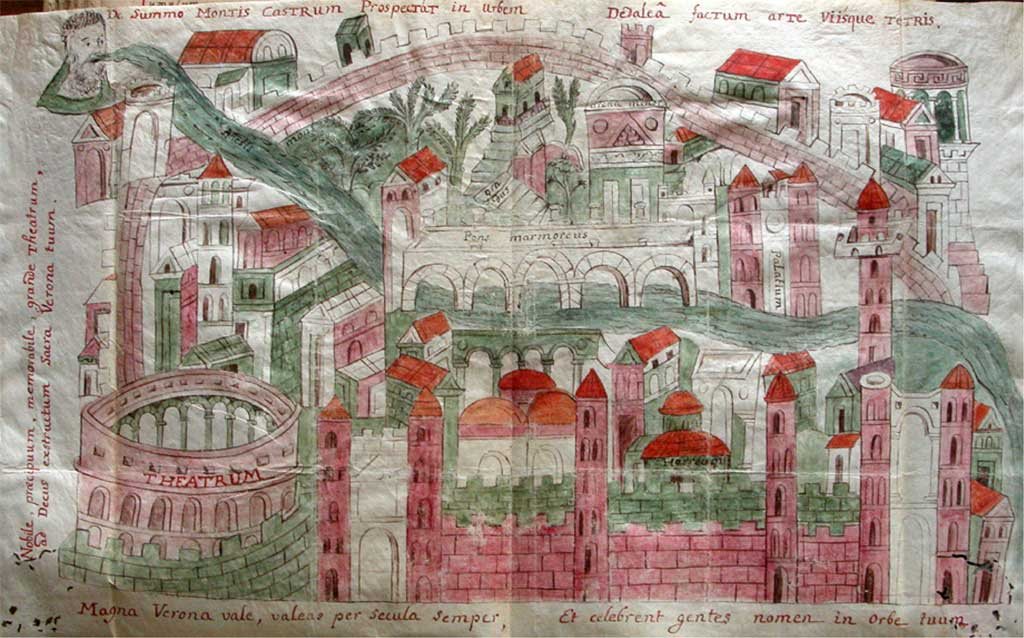
Iconografia rateriana copia dell'originale risalente alla metà del X secolo, la più antica rappresentazione di Verona che si conosca. Santo Stefano è riconoscibile in alto a sinistra.

Possediamo poche notizie riguardo alle vicende di Santo Stefano tra il VI secolo e la fine del VIII, tuttavia lo stile rozzo di alcuni interventi ha permesso all'architetto Alessandro Da Lisca di avanzare alcune teorie ascrivibili al periodo protoromanico. Secondo l'illustre studioso, in tale periodo è da collocarsi la divisione della zona plebana in tre navate. Contemporaneamente vennero anche realizzati i due matronei sovrastanti le due navate laterali e raggiungibili attraverso delle scale a cui si accedeva mediante due porte poste sulla facciata e internamente al nartece. Sempre al periodo alto medievale risale la chiusura dei grandi finestroni sul muro laterale che, come ben si vede tutt'oggi nel lato sud, furono tamponati tramite una rozza muratura fino all'imposta dell'arco, lasciando quindi aperte delle lunette che svolgevano la funzione di far filtrare la luce nei matronei e successivamente anch'esse murate.
Giungendo al periodo preromanico, si pensa che possa risalire al IX secolo l'apertura della bifora nella testata del transetto meridionale e il rifacimento della muratura dell'abside e del transetto, probabilmente danneggiati dal terremoto del 793. Nel secolo successivo venne realizzata la cripta posta sotto il transetto e l'apertura nell'abside del doppio ambulacro (o deambulatorio) sovrapposto, che serviva ai fedeli per transitare il più vicino possibile alle reliquie qui collocate. Ciò testimonia l'importanza di Santo Stefano in quegli anni come meta di molti pellegrini.

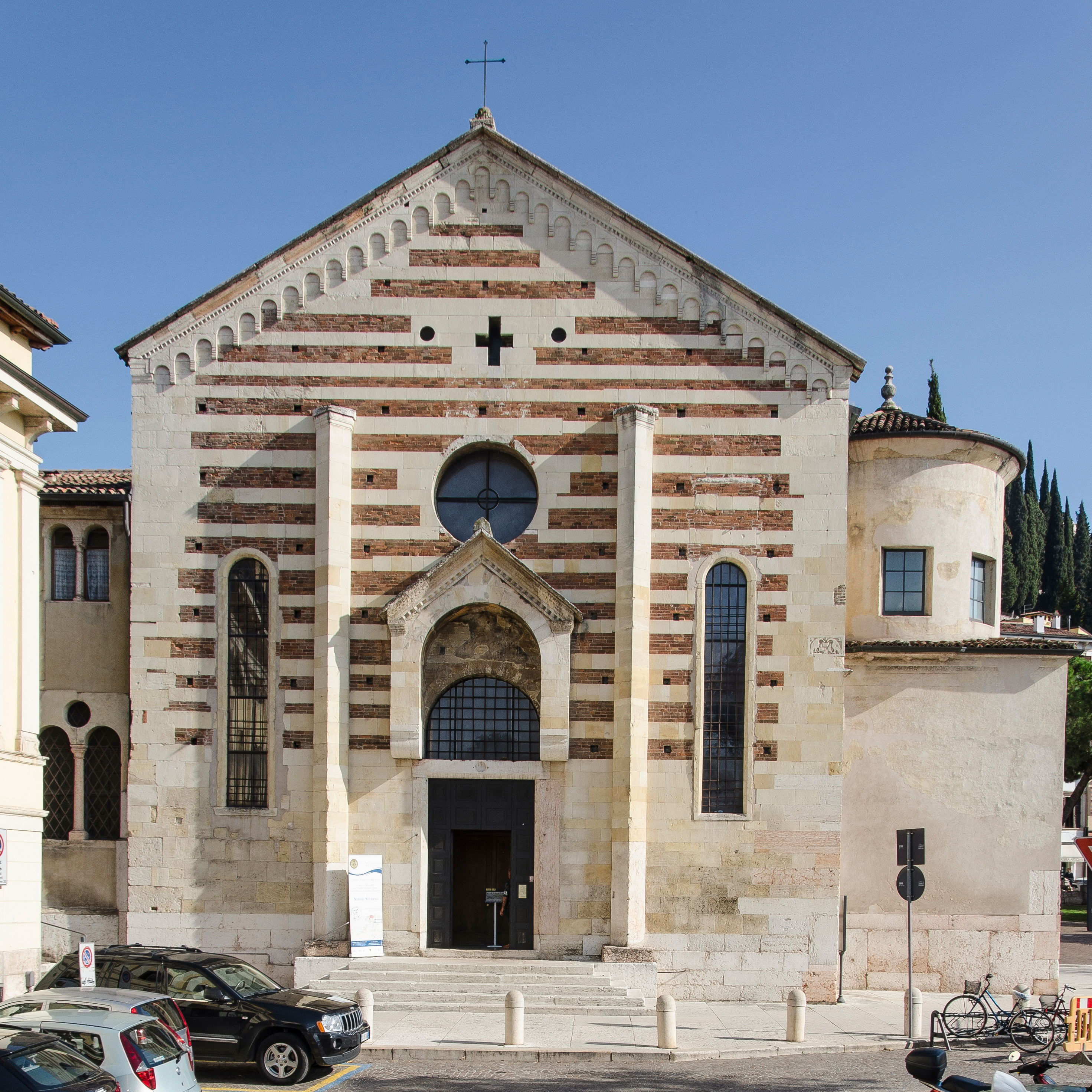
Facciata della chiesa realizzata in occasione della riconversione in stile romanico

Nel 1117, Verona, venne colpita da un catastrofico terremoto che danneggiò o distrusse gran parte del suo patrimonio architettonico e a cui seguì un periodo di intensa ricostruzione. Pare, tuttavia, che la chiesa di Santo Stefano venne almeno in parte risparmiata: la modesta altezza dell'edificio, la presenza di contrafforti e di volte di dimensioni non eccessive e ben ammorsate nelle navate laterali, limitarono i danni che riguardarono quasi esclusivamente la facciata, l'atrio e il tetto. Le parti danneggiate, dunque, vennero ricostruite seguendo i canoni caratteristici dell'architettura romanica e andando comunque a costituire una profonda trasformazione dell'edificio che perse la sua connotazione paleocristiana. Una prima fase ricostruttiva è ascrivibile alla prima metà del XII secolo, in cui venne sostituita la vecchia calotta che ricopriva l'abside con una volta a botte realizzata in tufo. L'intervento più rilevante, tuttavia, riguardò la facciata che venne arretrata fino a comprendere l'antico portico (nartece), plausibilmente distrutto durante il terremoto, che venne inglobato nella navata; all'interno della chiesa sono chiaramente visibili le tracce di tale allungamento. Contemporaneamente venne ristrutturato il presbiterio e la cripta. Di questi anni risale una lapide, oggi murata su un pilastro della navata centrale, in cui si ricorda la consacrazione della chiesa con le reliquie ivi contenute, avvenuta verosimilmente al termine di questo vasto restauro.
Intorno alla seconda metà dello stesso secolo iniziò la costruzione del tiburio ottagonale che svetta sopra l'incrocio tra la navata e il transetto. Per sostenere tale struttura si resero necessari diverse modifiche all'interno che comportarono la realizzazione delle quattro arcate poste davanti al presbiterio.

### Dal Rinascimento al XXI secolo

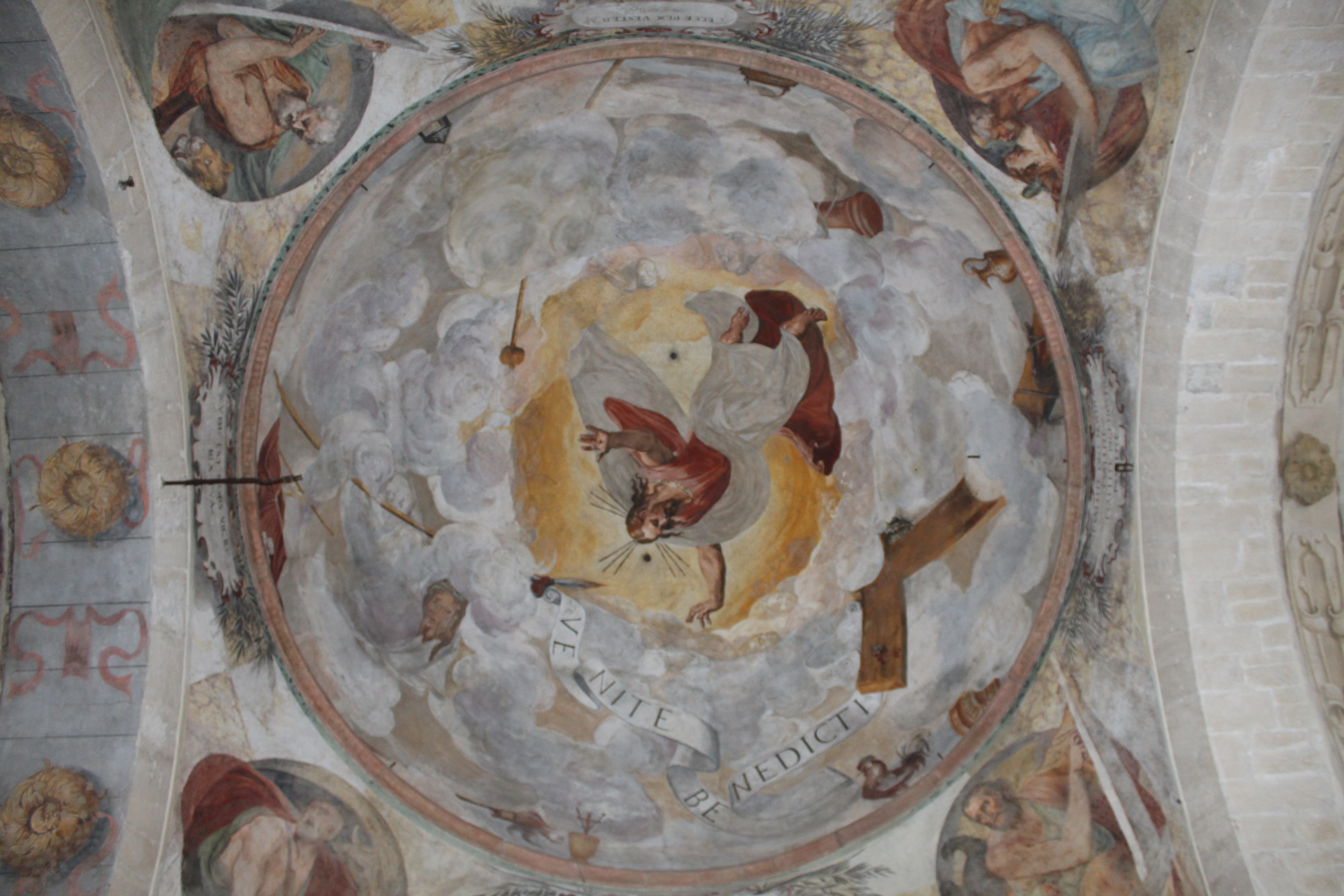
Cristo trionfante sulla volta del presbiterio, affresco del XVI secolo del pittore Domenico Brusasorzi su committenza dell'arciprete Giovanni Del Bene

Nel XIII secolo si esaurì la lunga fase di ricostruzione romanica di Santo Stefano, tuttavia l'edificio continuò a essere oggetto di ulteriore modifiche e ristrutturazioni. Nel XIV secolo ci si preoccupò di intervenire sul tetto e restaurare l'abside aprendo due finestrelle ai lati e una più grande a centro al fine di consentire una maggior illuminazione. Tra il XVI e XVII secolo la chiesa andò incontro a una nuova trasformazione recependo gli influssi del tardo Rinascimento. Nel 1541 il vescovo veronese Gian Matteo Giberti venne qui per una visita pastorale in cui rilevò che l'edificio si trovava in uno stato di profondo degrado e di abbandono. Per porre rimedio il vescovo nominò arciprete il nobile e facoltoso Giovanni Del Bene che fin da subito si dimostrò disponibile a impiegare parte del suo patrimonio a beneficio della chiesa, dando avvio a un'intensa ristrutturazione. Uno dei maggiori problemi riscontrati era l'umidità che penetrava dal soffitto del presbiterio e che fu prontamente risolto con la realizzazione di una cupola e di due volte a botte che dovevano sostenerne il peso, tutte successivamente affrescate dal pittore e amico di Del Bene Domenico Brusasorzi.
Molti altri artisti veronesi contribuirono ad arricchire gli interni della chiesa con le loro tele, tra cui Paolo Farinati e Giovan Francesco Caroto. Nel 1595 venne ribassato il piano stradale intorno all'edificio e conseguentemente si provvedette alla costruzione di una scala esterna per l'accesso al portone principale. Nel 1618 monsignor Giulio Varalli, in ossequio alle direttive della controriforma, decise di realizzare a sue spese una cappella dove traslare le reliquie fino allora conservate nella cripta affinché fossero onorate più degnamente. I lavori terminarono nel 1621 con una spesa di oltre tremila ducati, il guadagno di insegnante del sacerdote. La cappella si apre sul lato destro della chiesa, poco dopo l'ingresso, ed è considerata un capolavoro di architettura barocca.

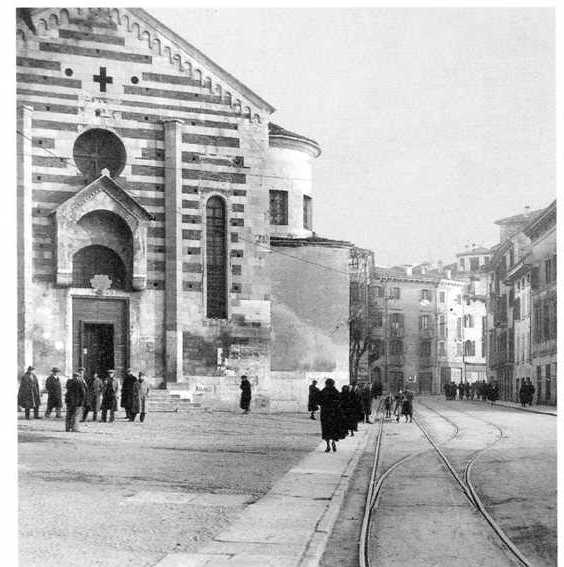
Santo Stefano in una fotografia del 1934

Tra il secolo successivo e l'Ottocento vi fu un susseguirsi di interventi che mutarono ulteriormente l'aspetto degli spazi interni della chiesa, il più cospicuo dei quali fu certamente l'apertura di tre cappelle sul muro settentrionale. Alla fine del Settecento venne anche rinnovata la cripta, sofferente di anni di abbandono, restaurato il pavimento e rafforzato il transetto di destra. Nel 1810 venne costruito un oratorio addossato al muro meridionale della chiesa, tra la cappella Varalli e il transetto; tale edificio verrà poi abbattuto successivamente. Nel 1870 vennero nuovamente invertite le scale interne. Nel 1881 si restaurò il tiburio in cui vennero riaperte le finestre precedentemente murate.
Nel 1905 venne deciso di sostituire la cappella centrale settentrionale con l'attuale, la cappella dell'Immacolata Concezione, simile architettonicamente alla cappella Varalli. Nel 1953 l'architetto Piero Gazzola diede inizio a una serie di interventi con l'obiettivo di riportare l'aspetto di Santo Stefano più simile possibile all'originale. A questo scopo si procedette all'abbattimento dell'oratorio ottocentesco consentendo la vista dell'antica muratura risalente al periodo paleocristiano. Nel 1998 vennero eseguite opere di restauro sia sul tetto (rifacimento completo) sia nella cripta, in cui venne sostituita la pavimentazione rovinata dalle acque di infiltrazione esterne. Durante la rimozione del pavimento la Soprintendenza archeologica impose degli scavi che portarono alla scoperta di diverse tombe dell'anno 1000 e soprattutto il ritrovamento di "casette" dell'età del ferro a una profondità di circa 2,50 metri sotto il pavimento. Si trovarono quindi i primi insediamenti di Verona. Un vasto intervento conservativo intrapreso nel 2007 portò, tra le altre cose, al restauro di numerosi dipinti dell'abside e del presbiterio e alla pulizia delle pietre dell'ambulacro superiore. Vennero, inoltre, riportati alla luce alcuni affreschi basso medioevali precedentemente nascosti dall'intonaco.

## Esterno

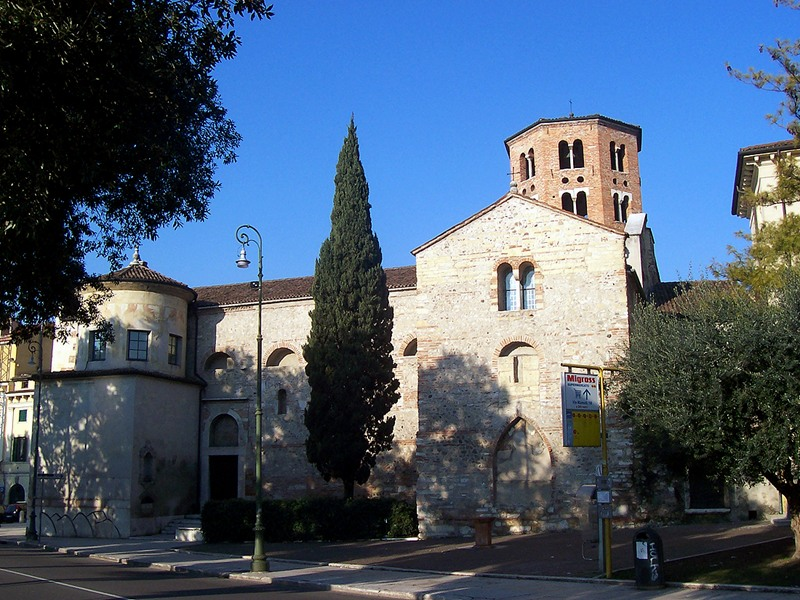
Fianco meridionale della chiesa. Si notino, partendo da sinistra, la cappella Varalli che sporge, gli antichi finestroni murati sull'originale muro paleocristiano e il transetto.

L'aspetto esterno della chiesa di Santo Stefano risente molto della trasformazione in stile romanico avvenuta nel corso della ricostruzione conseguente al terremoto di Verona del 1117 in cui venne rifatta la facciata e parte del muro absidale. Gran parte del muro del fianco meridionale, comunque, risale all'originale edificio paleocristiano conferendogli pertanto il titolo di uno degli edifici religiosi più antichi di Verona. Il fianco settentrionale non è invece oggigiorno visibile, in quanto inglobato in costruzioni più tarde.
Sull'incrocio tra il piedicroce e il transetto si innalza un imponente tiburio ottagonale, unico esempio di questo tipo nel panorama architettonico veronese ma più frequente nell'area lombarda. La chiesa si presenta con il tipico orientamento degli edifici cattolici più antichi, con l'abside posto a est e la facciata a ovest, mentre le fiancate sono a settentrione e a meridione.

### Fianco meridionale
Come detto, il muro del fianco meridionale (lato Adige) è l'originale, fatta eccezione per quello relativo alla sporgente cappella Varalli, del primo edificio paleocristiano costruito intorno al V secolo. Realizzato con la tecnica di muratura a sacco, con poco meno di 1 metro di spessore, nei i primi tre metri circa di altezza è costituito da diversi tipi di materiali, tra cui pietre non lavorate, conci di cotto ed elementi di spoglio provenienti da altri manufatti di epoche diverse, facilmente situati sul luogo. Superiormente vennero maggiormente impiegati ciottoli di fiume provenienti dal vicino Adige e vario pietrame a cui si alternano linee di conci di tufo e laterizi in doppia o tripla fila che ricorda l'antica tecnica edilizia romana.

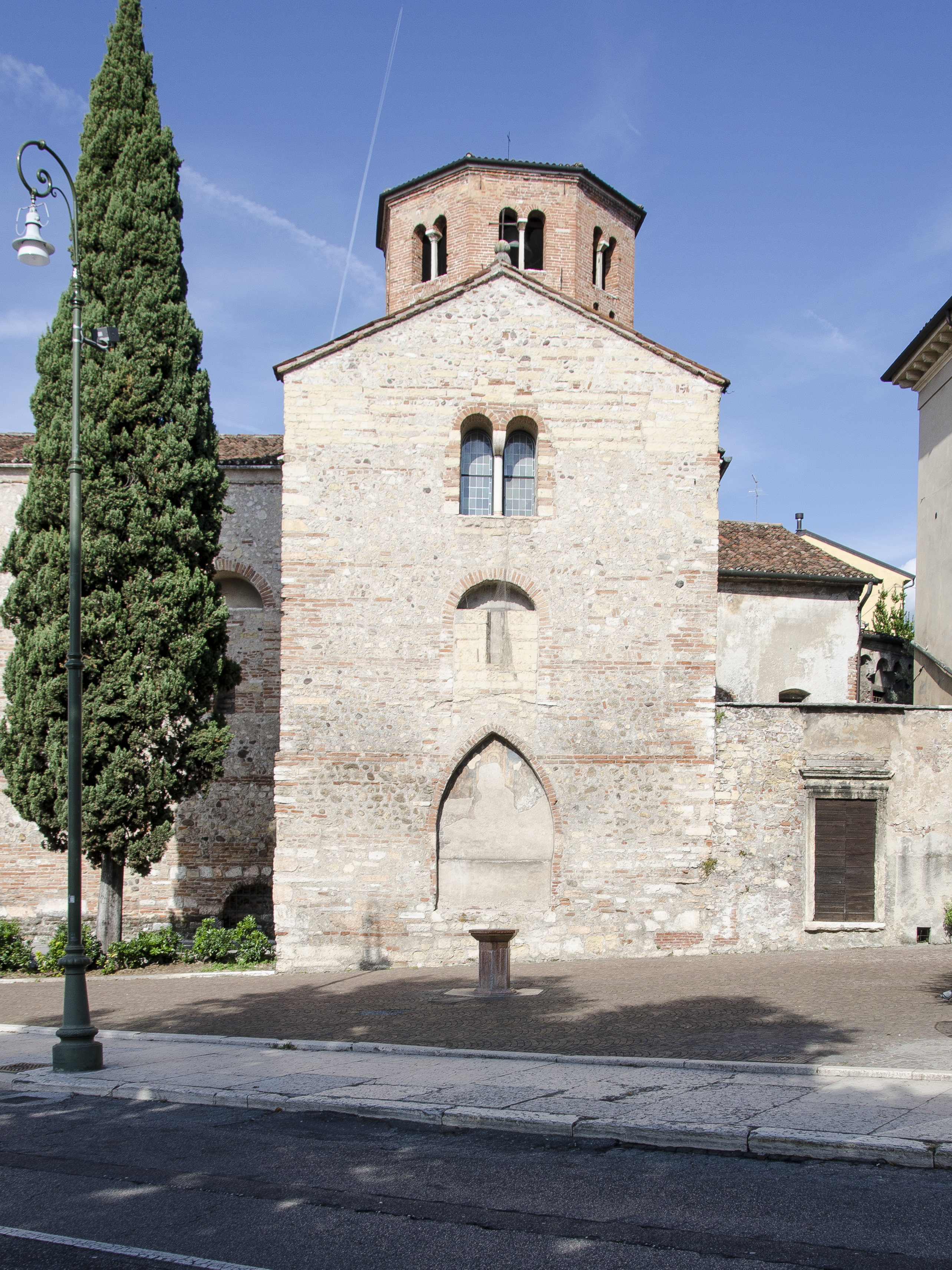
Parete esterna del transetto meridionale con gli elementi disposti in tre ordini

Originariamente, su questo fianco, si aprivano cinque grandi finestroni (quattro sono ancora ben visibili, al quinto è sovrapposta la cappella Varalli), larghi circa 1,9 metri e sormontati da un arco il cui vertice raggiungeva circa i 3,4 metri di altezza. Queste aperture si alternavano con una distanza pari alla loro larghezza succedendo così un simmetrico alternarsi di vuoti e pieni. Si presume che originalmente tali finestre possedessero vetri policromi montati su intelaiature lignee. Nell'Alto Medioevo, questi, vennero murati utilizzando pietra non lavorata, operazioni i cui risultati sono tutt'oggi ben visibili, fino all'imposta dell'arco che, invece, rimase aperto per illuminare i matronei che erano stati appena realizzati. Intorno al XII secolo, seguendo l'uso del tempo in cui si ricercava nelle chiese degli ambienti in semioscurità, si aprirono all'interno dei finestroni delle piccole monofore.

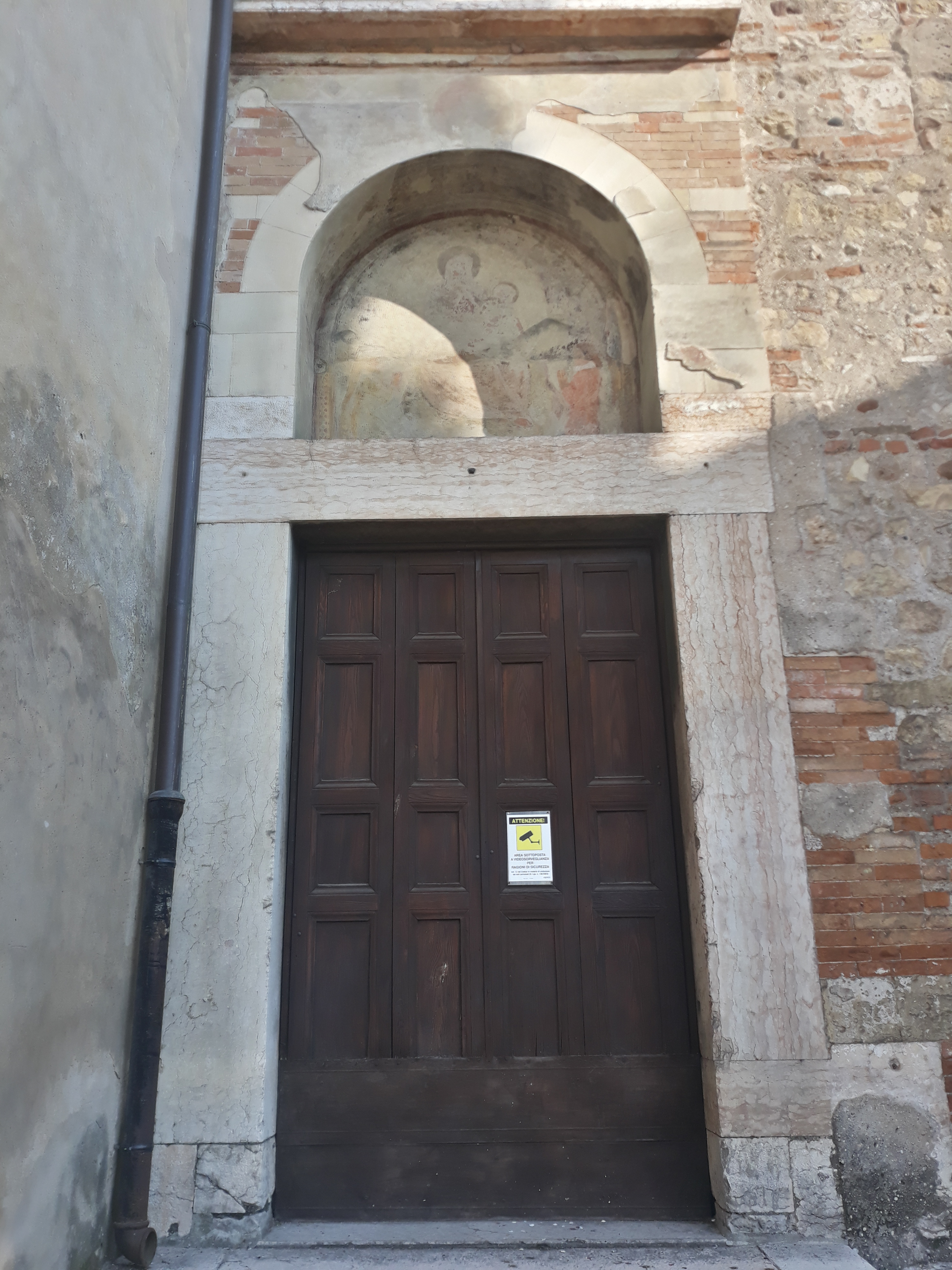
Portale laterale sormontato dall'affresco Madonna con Bambino e due offerenti, attribuito al pittore Giacomo da Riva

Sempre su questo fianco si apre un semplice portale rettangolare, di epoca romanica, il cui architrave è sormontato da una lunetta, forse originariamente inserita in un protiro pensile, decorata da un affresco del XIV secolo, Madonna con Bambino e due offerenti, attribuito al pittore Giacomo da Riva. Seguendo il muro, poco prima di giungere all'esterno del transetto, è visibile un volto, probabilmente la cornice dell'antico accesso alla cripta. Il muro esterno del transetto appare diviso verticalmente in tre ordini di secoli diversi: in basso vi è un arco acuto in cui è inscritto un affresco di Dionisio Brevio della prima metà del XVI secolo; al centro un finestrone murato, con feritoia romanica, del tutto simile a quelli già descritti sulla fiancata del piedicroce, seppur leggermente più piccolo; superiormente una bifora inframezzata da una semplice colonnina in marmo bianco che sorregge due archi a tutto sesto in mattoni.
A circa quattro metri dalla facciata sporge dal fianco la barocca cappella Varalli, realizzata tra il 1618 e il 1621 abbattendo una parte del muro paleocristiano. Esternamente si presenta come un parallelepipedo sormontato da un cilindro. Nel XIX secolo, tra la cappella Varalli e il transetto venne realizzato un oratorio poi successivamente abbattuto.

### Facciata

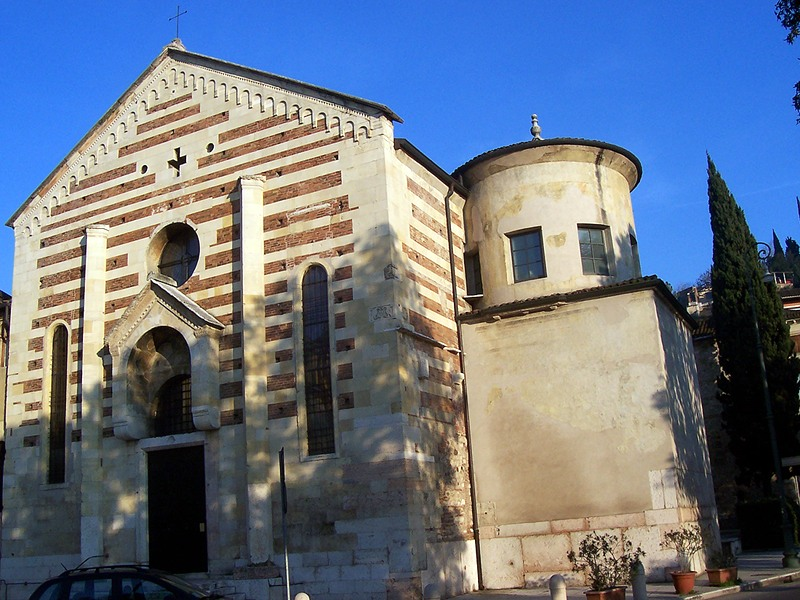
Facciata romanica della chiesa di Santo Stefano. Si noti il protiro con le due lesene laterali e l'alternanza cromatica tra il tufo e il cotto che gli conferiscono un tipico aspetto.

L'attuale facciata è l'elemento architettonico che conferisce maggiormente alla chiesa l'aspetto del tipico romanico veronese ed è il risultato della parziale ricostruzione del complesso avvenuta intorno alla fine del XII secolo. La facciata originaria, risalente al V secolo, si trovava in posizione più arretrata, circa dove oggi inizia la seconda arcata interna. Davanti a essa si doveva trovare un nartece (un corto atrio) dove trovavano posto i non battezzati durante la celebrazione eucaristica) che alcuni storici ritengono potesse essere un quadriportico del tutto simile a quello della chiesa di Sant'Elena; è plausibile sia stato danneggiato irrimediabilmente in occasione del devastante terremoto del 1117 e la ricostruzione successiva inglobò questa struttura al fine di allungare la navata della chiesa.
La facciata si presenta come una tipica facciata a capanna dotata di unica cuspide, quasi certamente molto simile a come doveva essere quella dell'originaria chiesa a un'unica navata. La muratura è caratterizzata da un'alternanza cromatica, tipica del romanico veronese, tra il giallo chiaro del tufo e il rosso del cotto, con una discreta prevalenza del primo. Alla base e agli angoli si preferì, invece, utilizzare esclusivamente tufo e marmo. In corrispondenza dei muri longitudinali interni che separano le tre navate emergono dalla facciata due lesene in pietra terminanti in altezza a oltre metà della facciata. Guardando attentamente i conci di pietra si possono notare diversi graffiti scolpiti su di essi in cui sono descritti in latino medievale alcuni avvenimenti di cronaca cittadina.
Il portale, raggiungibile salendo alcuni gradini, è sormontato da una lunetta inserita in un protiro pensile contornato da una cornice decorata in fasce sovrapposte con modanature a motivi floreali terminanti con un fregio a denti di sega. Il tutto è protetto da falde di pietra di poco sporgenti. Appena sopra si apre un'ampia finestra rotonda (definita anche come un "vuoto circolare") che sostituì nei primi del XIX secolo una bifora, ancora ben visibile dall'interno. Originariamente vi erano due ulteriori bifore, a destra e a sinistra della facciata, oggi sostituite da due alti finestroni, che servivano per permettere alla luce di illuminare le navatelle e i matronei. La cornice posta sotto gli spioventi è decorata a bassorilievo mediante archetti rampanti a tutto sesto sormontati da un fregio a denti di sega e da una modanatura. Infine, nel timpano all'altezza del sottotetto, vi è una finestrella a forma di croce ai cui lati si aprono due ulteriori piccoli oculi.

### Tiburio

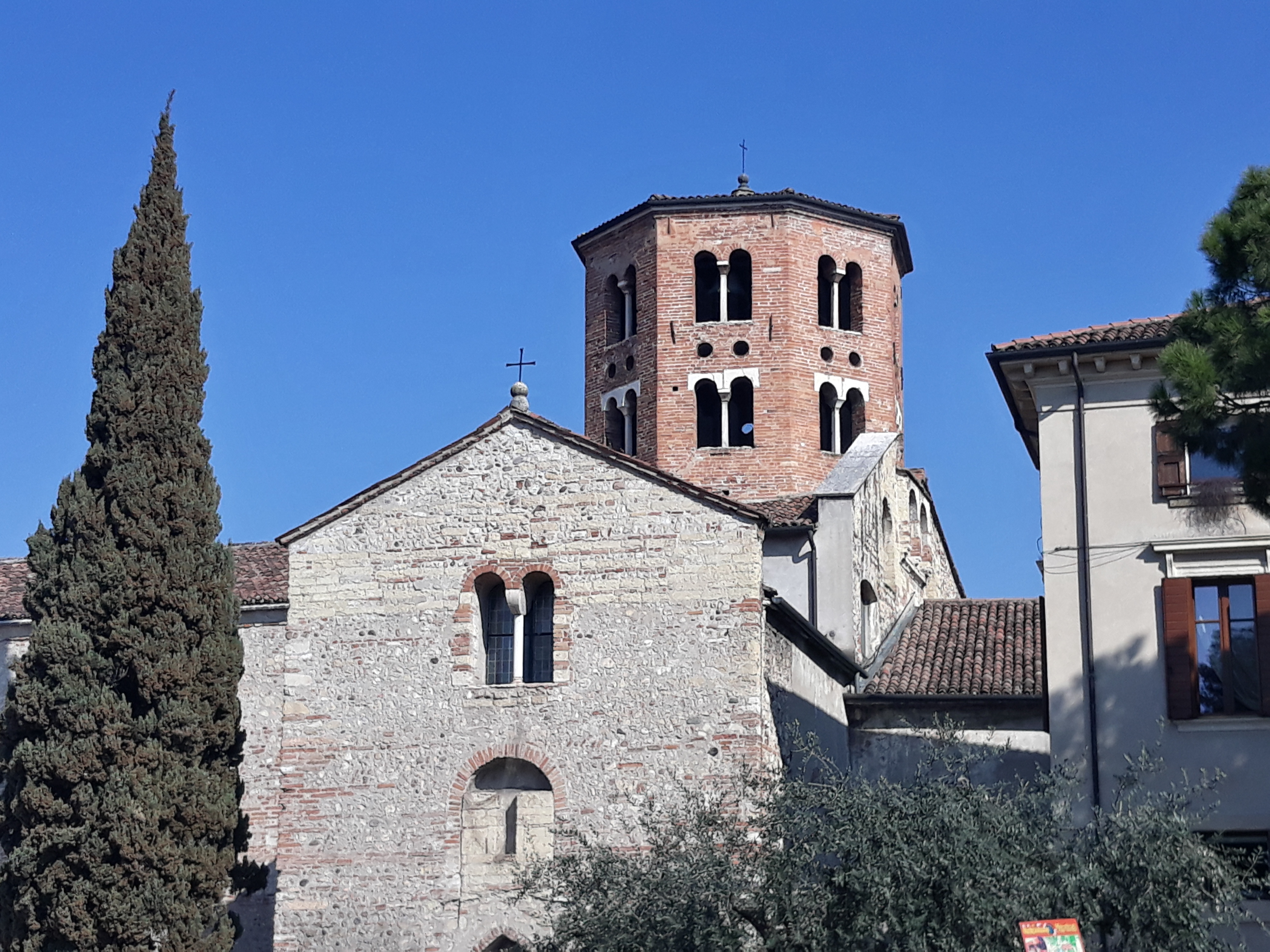
Il caratteristico tiburio di Santo Stefano, unico esempio di questo tipo nell'architettura veronese

Uno degli elementi più particolari della chiesa di Santo Stefano è il tiburio ottagonale posto, con una singolare rotazione di 6°30' rispetto all'abside, sul tetto nell'esatto punto di incrocio tra l'asse longitudinale e il transetto. Realizzato in cotto, sulle sue pareti si aprono un totale di 16 bifore, due per ogni lato, organizzate su due ordini architettonici. Ogni bifora è composta da una colonnina realizzata in marmo bianco di Carrara con un capitello che sostiene un pulvino da cui si dirimano due archi a tutto sesto. Sul marcapiano e a ogni facciata vi sono due piccoli oculi. Al fine di sostenere il tiburio, edificato forse nella prima metà del XIV secolo, si dovettero approntare all'interno quattro robusti pilastri rettangolari che si innalzano fin dalla cripta.
Il tiburio è un elemento tipico dell'architettura romanica lombarda, in particolare milanese (si vede ad esempio la basilica di Sant'Ambrogio e la chiesa di Santa Maria presso San Satiro), e quello di Santo Stefano rappresenta l'unico esempio di questo genere nel panorama veronese.

## Interno

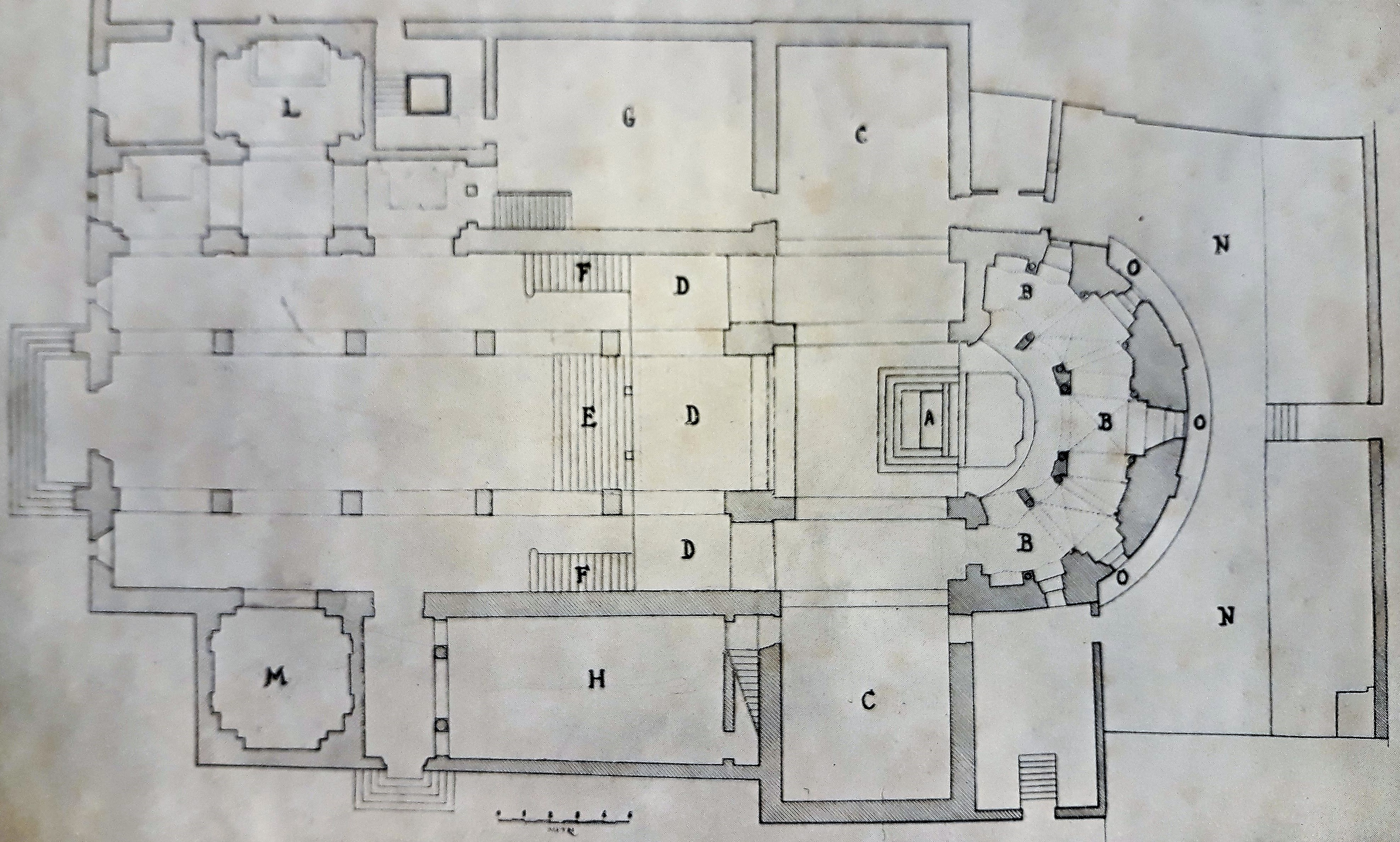
Planimetria della chiesa di Santo Stefano. È ancora visibile l'oratorio ottocentesco (H) addossato alla Cappella Varalli (M) e abbattuto nel 1953. Si notino, inoltre, l'ambulacro superiore (B), le scale di accesso alla cripta (F), la cappella novecentesca dell'Immacolata Concezione (L).

L'architettura interna di Santo Stefano presenta diversi stili architettonici: l'originaria struttura peleocristiana si mischia con i successivi elementi romanici, rinascimentali e barocchi, rendendo non agevole ricostruire la storia edificatoria dell'edificio. Oggigiorno la chiesa si presenta con una pianta a T, con un piedicroce (l'asse longitudinale) diviso in tre navate terminante in un transetto sopraelevato attraverso il quale si giunge al presbiterio inserito in un'abside semicircolare. Sotto al transetto vi è la cripta. Pertanto, verticalmente, lo spazio interno si divide in tre livelli: centralmente il piedicroce, superiormente il transetto e il presbiterio e inferiormente la cripta. La pianta del primitivo edificio paleocristiano era croce latina, quindi simile all'attuale, sebbene avesse un'unica navata, senza alcuna sopraelevazione e privo di cripta. Verosimilmente il pavimento originario era decorato da mosaici di cui non vi è più alcuna traccia.

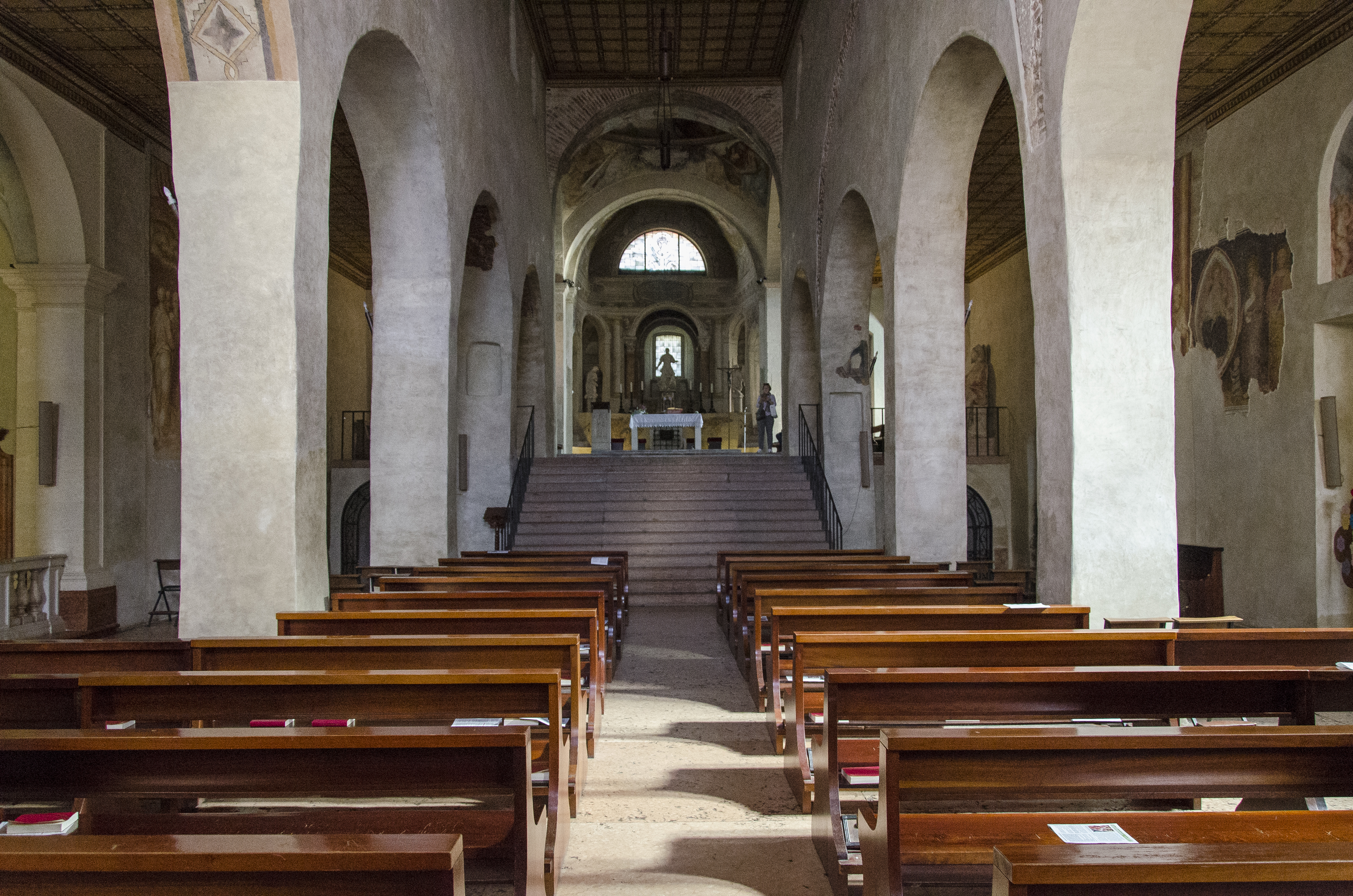
Interno della chiesa. La navata centrale termina con un'ampia scalinata che conduce al transetto. In fondo alle navatelle laterali, si intravedono le scale per mezzo delle quali si accede alla cripta.

Le navate sono divise da cinque arcate a tutto sesto per lato sorrette da semplice pilastri in muratura che continuano senza soluzione di continuità con l'arco. I primi due archi all'entrata appaiono più bassi degli altri e di materiale diverso, una chiara testimonianza dell'ampliamento della chiesa, che ha inglobato il precedente nartece, avvenuto nel XII secolo. Il soffitto è a cassettoni mentre l'originale fu probabilmente a capriate con legno a vista. In alto a sinistra, si affacciano sulla navata centrale tre finestre ad arco e a destra altre due e una bifora, tutte cieche, molto facilmente parte di un antico matroneo.
La navata centrale termina con un'ampia scalinata che sale verso il transetto, a cui si accede attraverso un ampio arco risalente al X secolo, mentre quelle laterali verso due scale più piccole che invece scendono nella cripta. Sul lato esterno della navata meridionale si apre la barocca cappella Varalli, mentre sul lato esterno di quella settentrionale vi sono tre cappelle settecentesche; quella centrale è stata rifatta e ampliata nel XX secolo. Ai due lati del transetto vi è collocato un altare per ciascuno. Nella zona absidale vi è la presenza di due ambulacri (o deambulatori) sovrapposti, una caratteristica praticamente unica; a quello inferiore vi si accede dalla cripta e a quello superiore dal presbiterio. Si ritiene che essi fossero utilizzati dai pellegrini per potersi avvicinare alle reliquie che qui erano conservate.

### Fianco settentrionale

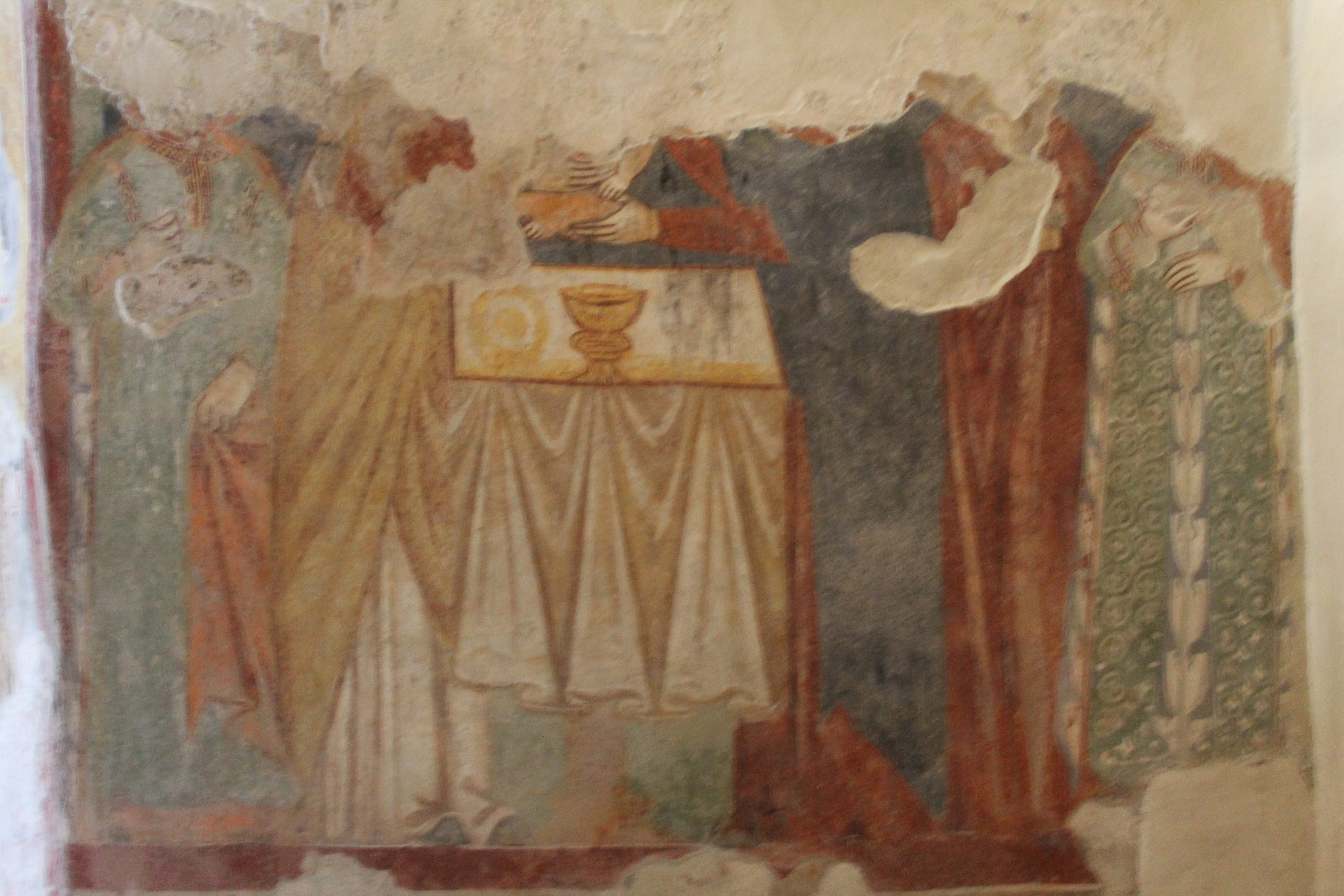
Affresco Presentazione di Gesù al tempio, risalente al XIV secolo, posto sulla parete destra della scala settentrionale di accesso alla cripta

Sul fianco sinistro (settentrionale) della chiesa vennero realizzate, nei primi anni del XVIII secolo, tre cappelle in successione; la prima che si incontra entrando nella chiesa custodisce la pala d'altare La Sacra Famiglia e Santi dipinta intorno al 1712 da Sante Prunati. La terza ospita invece un busto marmoreo raffigurante il protonotaro apostolico e parroco di Santo Stefano Giuseppe Bonduri che commissionò al Prunati la pala appena menzionata. In mezzo, la cappella dell'Immacolata Concezione fu completamente rifatta e ampliata nel 1905. Di forma cubica e sormontata da una cupola in vetro, pur non raggiungendo la stessa ricchezza ed eleganza della cappella Varalli che gli si trova davanti e a cui trae ispirazione, è ricca di stucchi bianchi e dorature. Ai lati del suo altare vi sono due tele risalenti ai primi anni del XX secolo: un Adamo ed Eva cacciati dal Paradiso Terrestre e una Proclamazione del dogma sull'Immacolata Concezione. Superate le tre cappelle, sulla parete si può osservare un affresco monocromo raffigurate la Sepoltura di Santo Stefano, opera di Battista del Moro.
La navatella di sinistra termina, dunque, con una delle due rampe di scale (l'altra è al termine della navatella di destra) che conducono alla cripta. Qui i muri sono riccamente decorati con affreschi risalenti al XIII e XIV secolo. Sulla parete di sinistra vi è una rappresentazione di Tre Santi inseriti in tre scomparti verticali; l'intero affresco risulta alquanto rovinato, tuttavia del primo personaggio, osservando gli abiti che indossa, possiamo riconoscere che trattasi di un vescovo mentre il secondo è più verosimilmente un pellegrino per il tipico bastone, infine il terzo, il più rovinato, è quasi sicuramente un prelato. Sulla parete opposta vi è una Presentazione di Gesù al tempio in cui sono disegnate cinque figure, le cui teste sono andate perdute, disposte intorno a un piccolo tavolo su cui vi è un calice sopra al quale vi è tenuto il Bambino. Sulla destra vi è una scritta di cui si legge solamente una porzione: «STOPHANIA», plausibilmente, in origine, «CRISTOPHANIA», ovvero "Manifestazione del Cristo".

### Fianco meridionale: cappella Varalli e affreschi

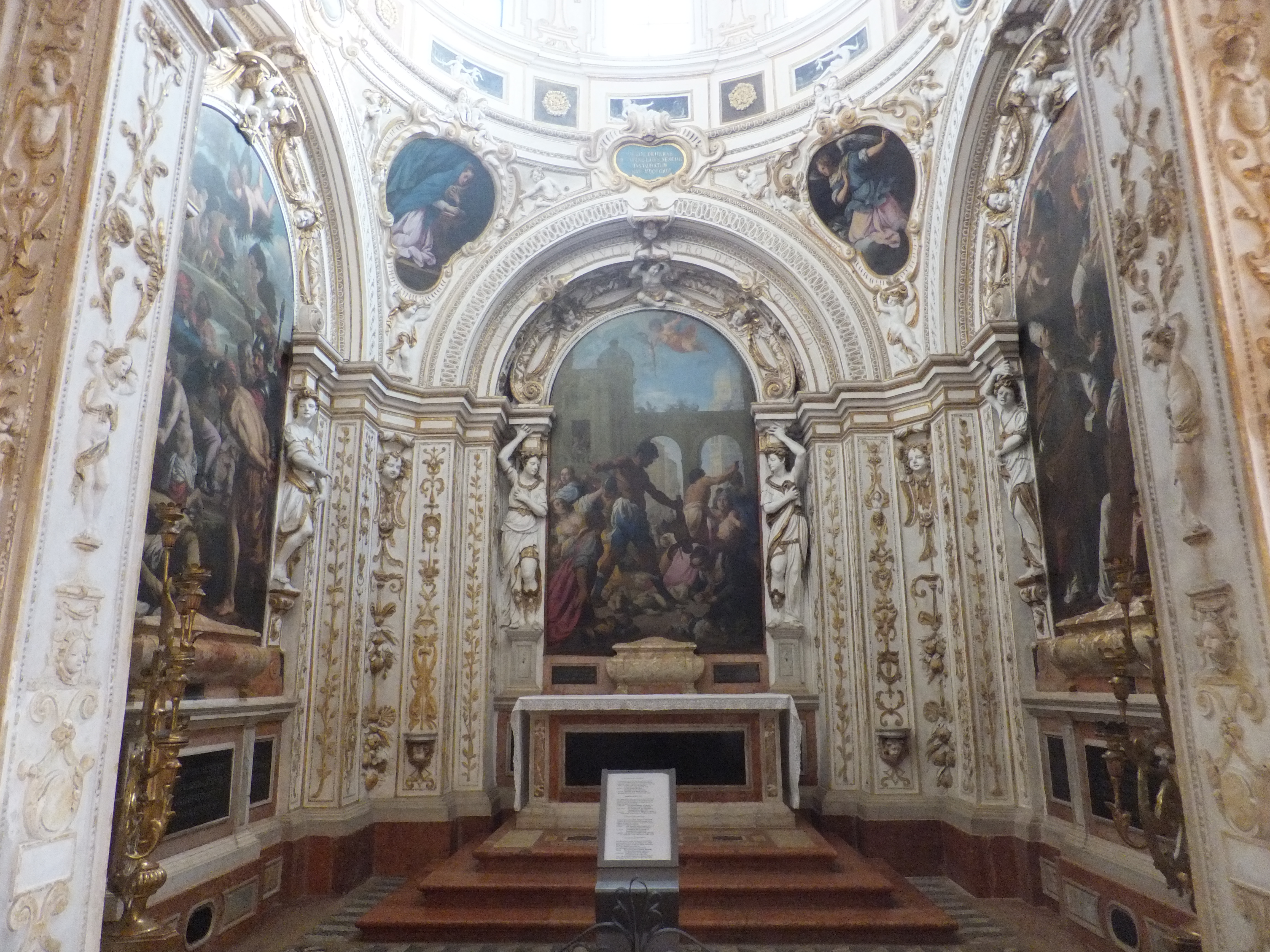
Cappella Varalli (chiamata anche cappella degli Innocenti). Al centro La strage degli innocenti di Pasquale Ottino.

Sul lato destro (meridionale) del piedicroce, appena entrati nella chiesa, si apre la cappella Varalli, sicuramente la più importante cappella della chiesa e uno dei pochi esempi di eccellente architettura barocca che Verona possa offrire. Venne costruita tra il 1618 e il 1621 sulla spinta della controriforma che aveva affermato nuovamente l'importanza del culto delle reliquie dopo le critiche conseguenti alla riforma protestante. Promotore di tale costruzione fu l'allora parroco di Santo Stefano, monsignor Giulio Varalli, che finanziò personalmente la sua costruzione impiegando oltre tremila ducati proventi della sua attività di insegnante. Nella cappella, infatti, sono conservate le ossa di cinque antichi vescovi di Verona, oltre alle reliquie di quaranta martiri cristiani veronesi, tutte precedentemente ospitate nella cripta della chiesa. La tradizione vuole che siano presenti anche i resti di quattro bambini vittime della strage degli Innocenti, tanto che viene conosciuta anche come "cappella degli Innocenti".

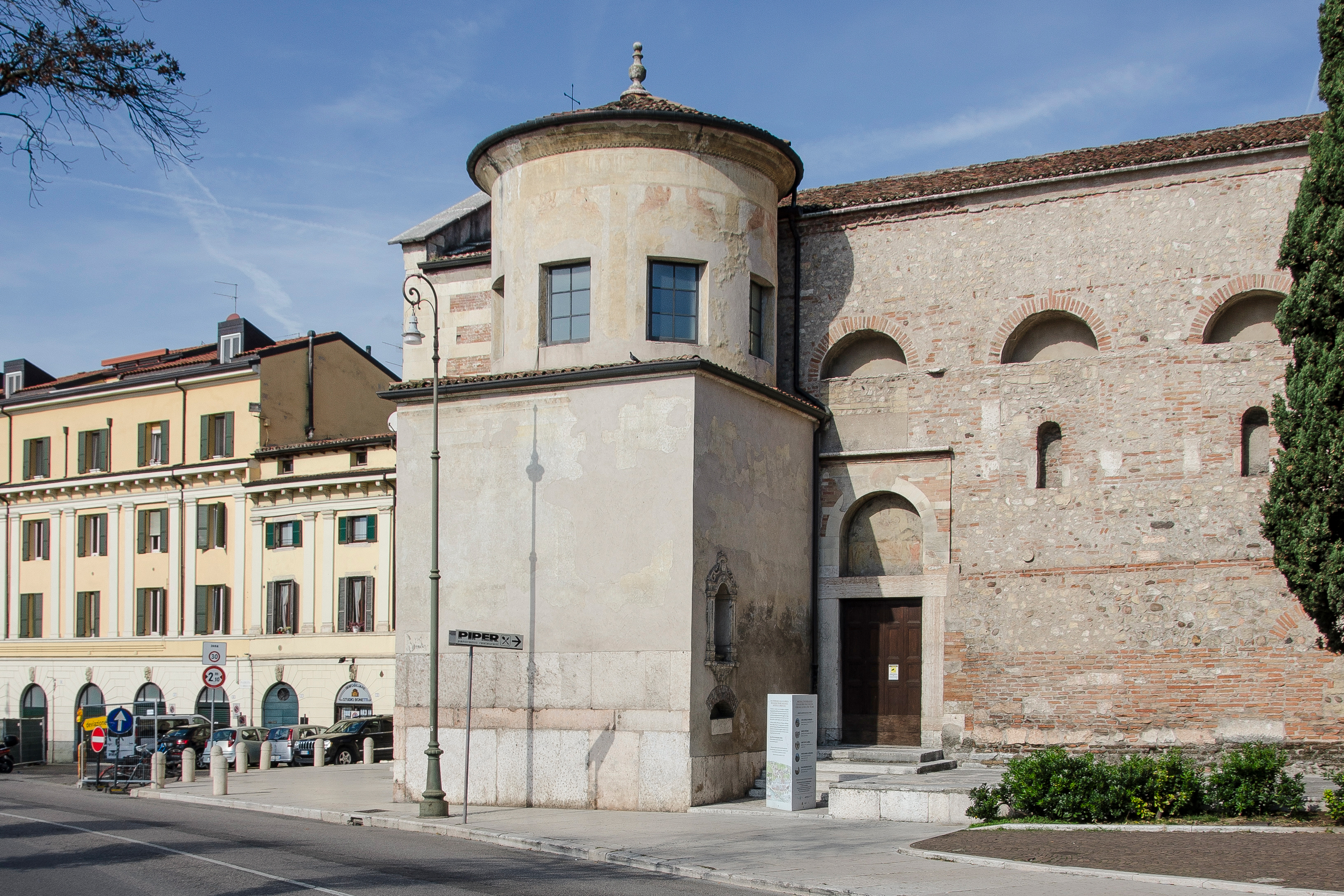
Cappella Varalli vista dall'esterno

Dall'esterno la cappella è ben visibile in quanto sporge nettamente dal muro e si può descrivere come un parallelepipedo sormontato da un cilindro che si innalza fino a raggiungere il tetto. All'interno si presenta invece come un ampio spazio, circoscritto da un arco, aperto nel muro della navatella di destra all'altezza della seconda campata.
A pianta quadrata, l'interno è riccamente decorato di complessi stucchi di stile manieristico. La cupola che la sormonta è sostenuta da quattro archi corrispondenti ai quattro lati della cappella e ognuno dei quali, tranne quello di ingresso, racchiude un altare con la relativa pala. Pennacchi affrescati adornano la congiunzione degli archi. Gli affreschi proseguono sul sovrastante tamburo di forma ottagonale e sulla cupola ove troviamo la rappresentazione di otto Virtù che incorniciano il dipinto centrale Trionfo del Padreterno, opera di Pasquale Ottino databile intorno al 1620.
Le tre pale d'altare prima menzionate sono inserite in cornici, doppie per le laterali e tripla per quella centrale, ad arco strombato. Le cornici interne sono arricchite da due cariatidi simmetriche. La realizzazione delle tele venne affidata a tre giovani pittori veronesi, tutti allievi di Felice Brusasorzi, e i soggetti rappresentati sono ispirati alle reliquie qui conservate. Così, al centro vi è collocata La strage degli innocenti di Pasquale Ottino, a destra I cinque santi Vescovi di Marcantonio Bassetti e a sinistra I quaranta santi martiri veronesi di Alessandro Turchi.
Proseguendo per la navatella laterale oltre la cappella, si incontra la antica (oggi chiusa) porta laterale sormontata da una lunetta affrescata da Battista del Moro con Santo Stefano consegna le palme ai quaranta martiri. La successiva porzione di muro è riccamente decorata da affreschi che vennero recuperati nel corso del 1845: tra di essi vi è una Madonna con Bambino e Santi realizzata nel 1396 e attribuita a Giacomo da Riva e una Crocifissione con Maria e Giovanni con due Santissime poste ai lati, ascrivibili anch'essi ai primi anni del XIV secolo. In mezzo a questi un monocromo di del Moro: San Pietro Ordina diacono Santo Stefano.

### Transetto

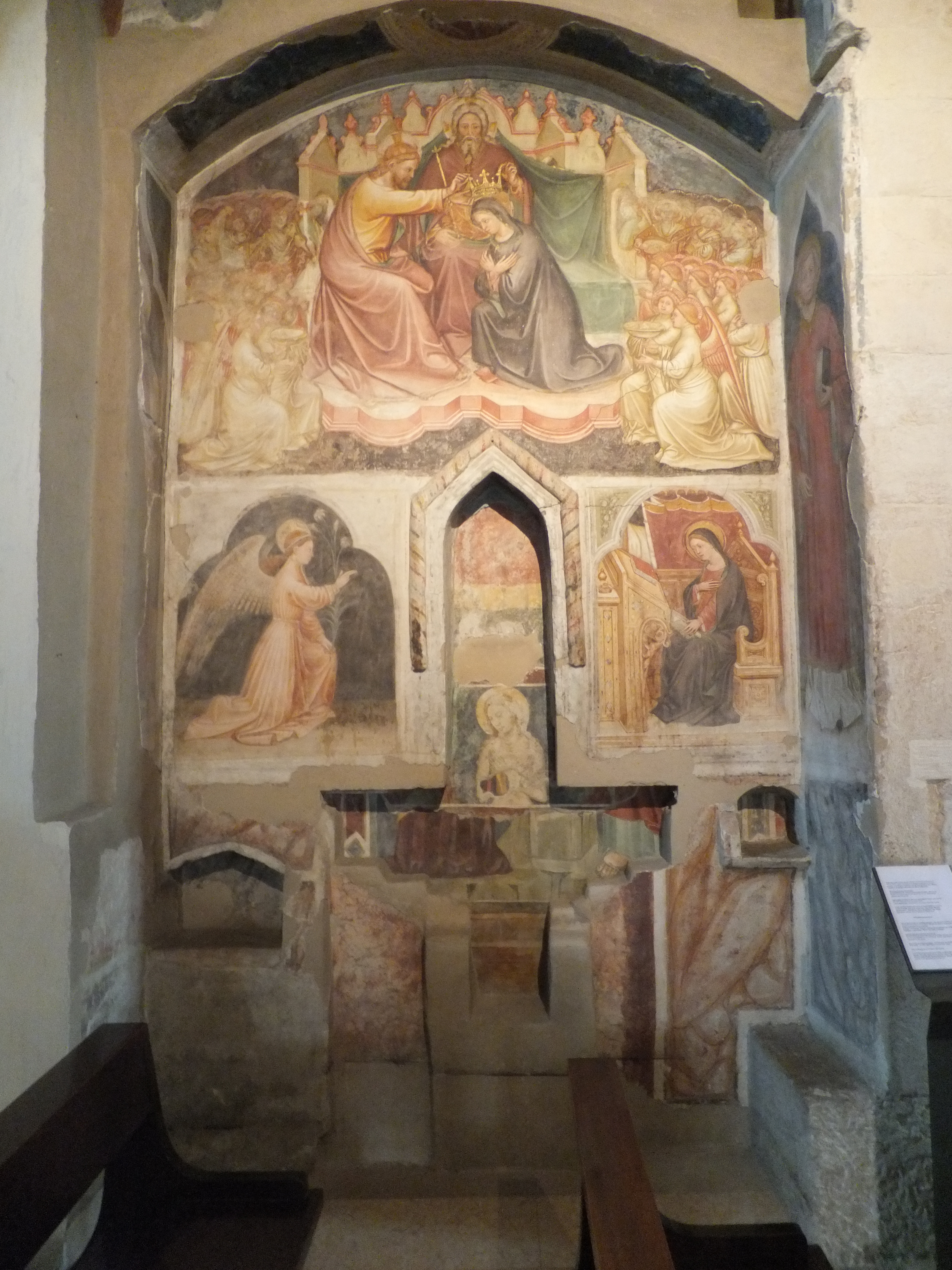
Affresco Annunciazione e incoronazione della Vergine di Martino da Verona, braccio sinistro del transetto, di fianco al presbiterio

L'ampio transetto della chiesa di Santo Stefano si trova in posizione sopraelevata rispetto al piedicroce e vi si accede attraverso un'ampia scalinata posta innanzi alla navata centrale. L'innalzamento si è avuto intorno al X secolo quando venne realizzata sotto di esso la cripta.

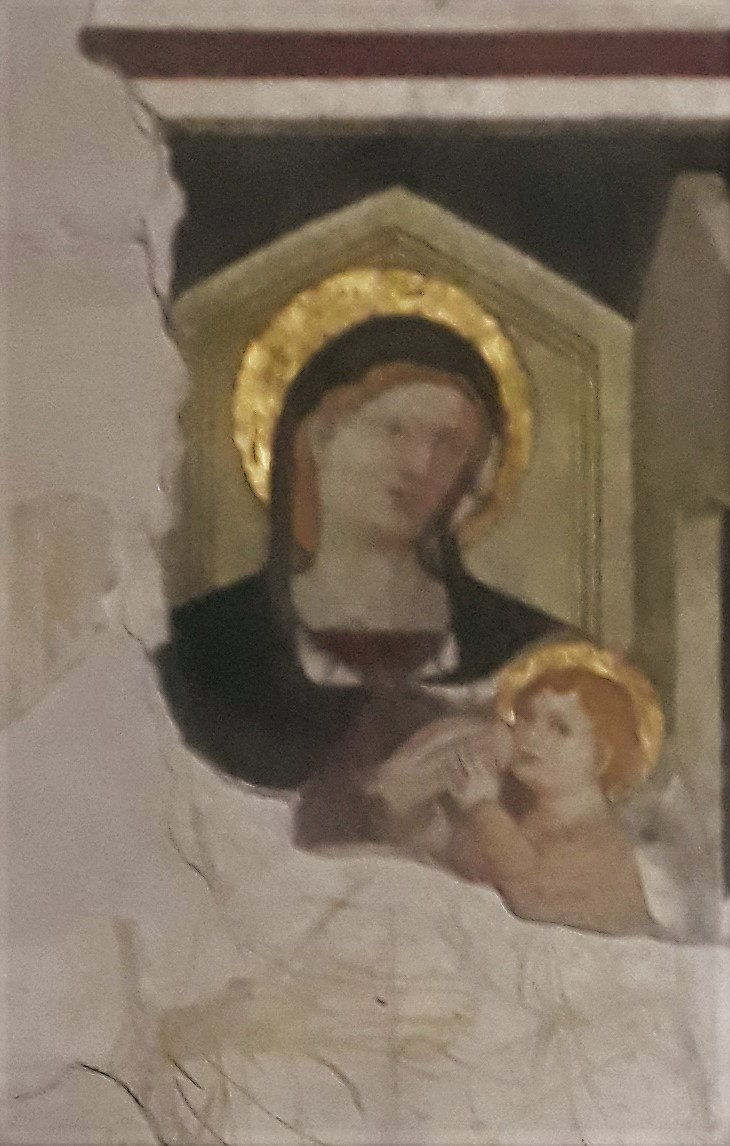
Madonna allattante di Giacomo da Riva, pilastro nel braccio destro

Nel braccio sinistro, sul muro perimetrale settentrionale, vi è un altare la cui pala è una pregevole opera, risalente al 1591, del pittore veronese Paolo Farinati che rappresenta una Pentecoste. Ai lati, due grandi tele di Luigi Maldarelli del XIX secolo: Processo a Santo Stefano davanti al Sinedrio e Martirio di Santo Stefano. Sul muro orientale, di fianco al presbiterio, nell'incavo di un'antica finestra ora murata, si trova un affresco, Annunciazione e incoronazione della Vergine, che i più attribuiscono a Martino da Verona, allievo di Altichiero da Zevio. Il dipinto appare diviso su due livelli: inferiormente è narrato l'episodio terreno dell'Annunciazione mentre più in alto Maria è rappresentata nell'alto dei cieli e in gloria mentre riceve la corona dal Figlio e dal Padre con intorno un coro di angeli. Interessanti gli elementi gotici, come le numerose cuspidi in cui sono inseriti i personaggi e la tridimensionalità dell'insieme. Coperto da affreschi posteriori, tale capolavoro venne riscoperto nel corso di un restauro ottocentesco; tuttavia si dovette aspettare fino al 1920 perché fosse completamente riportato alla luce con la rimozione degli strati di intonaco sovrapposti.
Sul braccio destro, la pala d'altare è di Giovanni Francesco Caroto, in cui è raffigurata una Madonna col Bambino e i Santissimi Andrea e Pietro, ai cui lati vi son altre due tele di Maldarelli intitolate Santo Stefano e i Poveri e Funerali di Santo Stefano. Sul pilastro che separa il piedicroce dal transetto, sulla destra guardando l'altare, vi è l'affresco Madonna in trono con Bambino allattante firmato Giacomo da Riva e datato 1388. Recuperato solo parzialmente nel 1845 (della parte inferiore rimane solo la sinopia), mostra una Madonna in trono che sorregge il Bambino sul ginocchio che si rivolge, in modo originale, verso l'osservatore.

### Presbiterio e ambulacro superiore

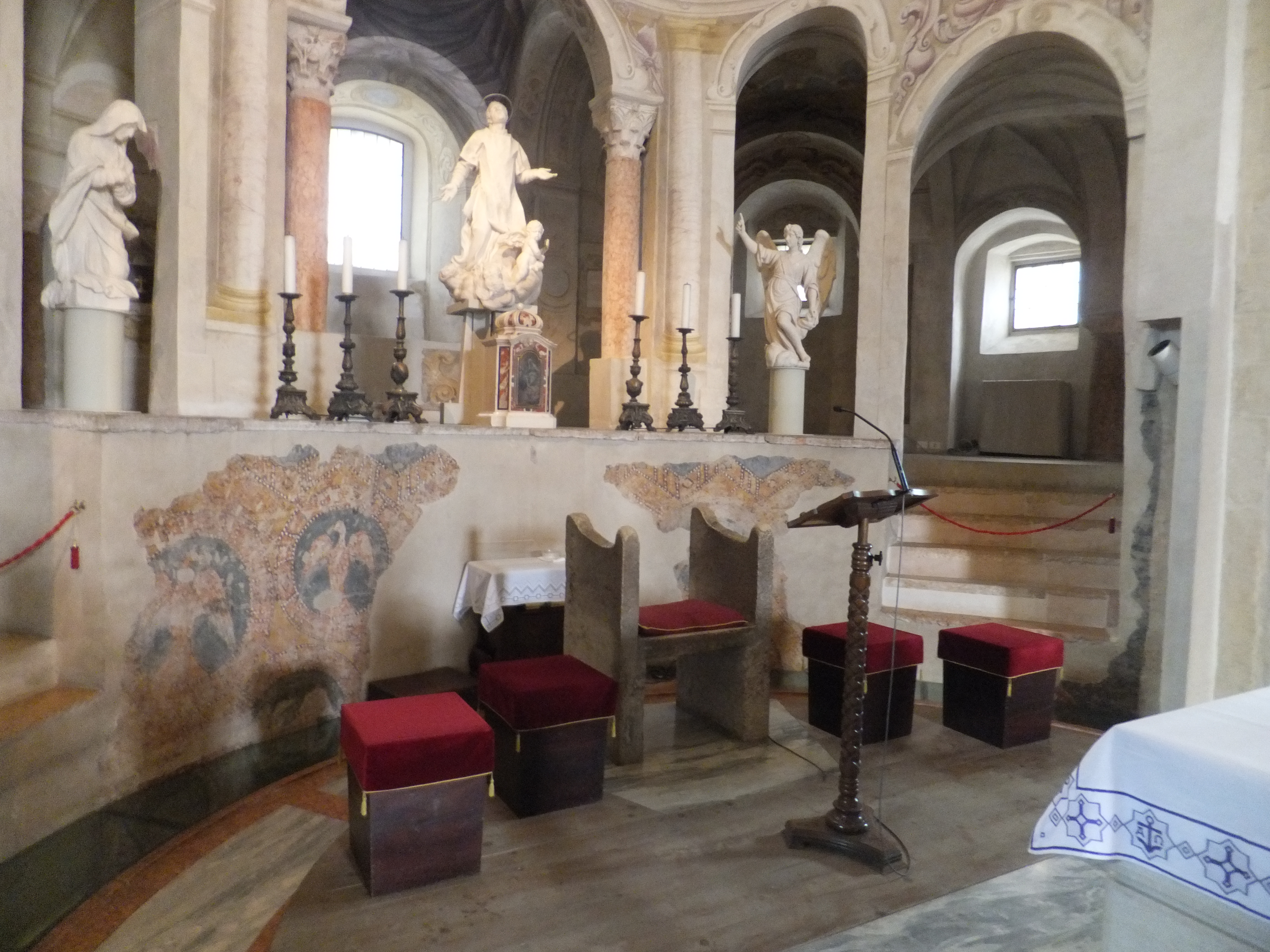
Presbiterio. Si notino l'ambulacro superiore e l'antica sedia episcopale in pietra al centro.

Il presbiterio si trova al centro del transetto ed è delimitato da quattro grandi archi che sorreggono il tiburio. Il soffitto a cupola venne realizzato nel 1543 e successivamente affrescato dal pittore Domenico Brusasorzi che rappresentò un Cristo trionfante accompagnato dalla scritta «VENITE BENEDICTI», da cartigli nelle chiavi di volta con temi biblici e dalle raffigurazioni dei quattro evangelisti intenti a scrivere sui pennacchi. Dello stesso autore degli angeli musicanti e cantori dipinti sui muri dei piedritti.
Su di un pilastro, il posteriore destro, di sostegno del tiburio, vi sono i resti di un affresco trecentesco raffigurante una figura con abiti tipici dell'ordine domenicano (veste bianca e mantello nero) che regge una chiesa e un libro aperto; senza dubbio trattasi di San Domenico di Guzmán.
Sul destra del presbiterio è posta un'interessante statua, San Pietro in cattedra, la cui realizzazione è collocabile intorno alla metà del XIV secolo. Rappresenta un san Pietro apostolo seduto su di un cuscino, con la mano destra alzata nell'atto di benedire e con le chiavi tenute nella mano sinistra. Non vi è certezza sull'autore, i più lo identificano con Rigino di Enrico osservando l'assomiglianza con altre sue opere e con quella di suo figlio Giovanni, San Procolo in cattedra benedicente, datata 1392 e collocata nella chiesa di san Procolo. In origine tale manufatto non si trovava qui ma bensì nella chiesa di San Pietro in Castello (anticamente sul Colle San Pietro e oggi non più esistente).

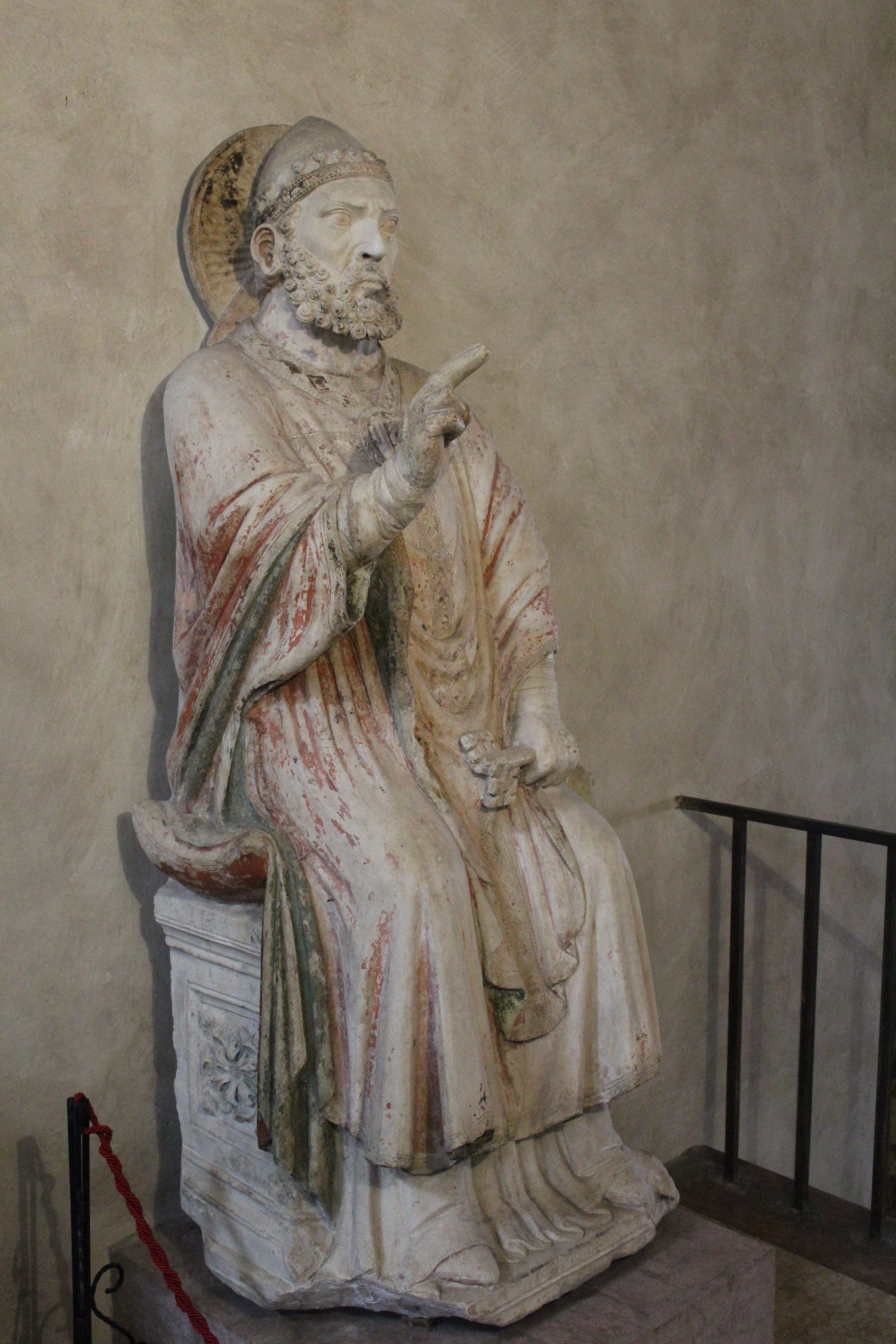
Statua di San Pietro in cattedra collocata nel presbiterio

In centro vi è quella che è viene ritenuta essere stata la sedia episcopale durante il periodo in cui la chiesa di Santo Stefano aveva il ruolo di sede della diocesi veronese. Di rozze fattezze, venne realizzata anteriormente al VIII secolo tramite l'utilizzo di tre pietre semplicemente incastonate tra di loro, con la più piccola inserita orizzontalmente nelle due verticali. Giambattista Biancolini osserva che vi sono testimonianze che questa sedia era utilizzata dal Vescovo quando si recava nella chiesa per amministrare la cresima.
Incassato nel muro a sinistra vi è un piccolo tabernacolo del XIV secolo realizzato in pietra con bassorilievo in stile tardogotico con una piccola porta sormontata da un archetto trilobato. Ai fianchi della porticina due piccole statue originariamente policrome raffigurati, a destra, San Pietro con le chiavi e a destra Santo Stefano lapidato.
Dopo il presbiterio, nell'area absidale vi è l'ambulacro superiore posto in corrispondenza con quello che si trova inferiormente nella cripta. A quello superiore si accede attraverso un'apertura alla destra dell'altare maggiore. Questo dispone di cinque finestra ad arco, decrescenti in altezza allontanandosi dal centro, che aprono verso il presbiterio. L'arco di quella centrale è sorretto da due colonne a specchio con il fusto in marmo rosso e capitelli riccamente scolpiti. Si ipotizza che nel pavimento dell'ambulacro vi fossero dei fori attraverso i quali i pellegrini potevano calare alcuni loro oggetti mettendoli così a contatto con le reliquie conservate nella cripta, un'usanza terminata con il loro trasferimento nella cappella Varalli.

### Cripta e ambulacro inferiore

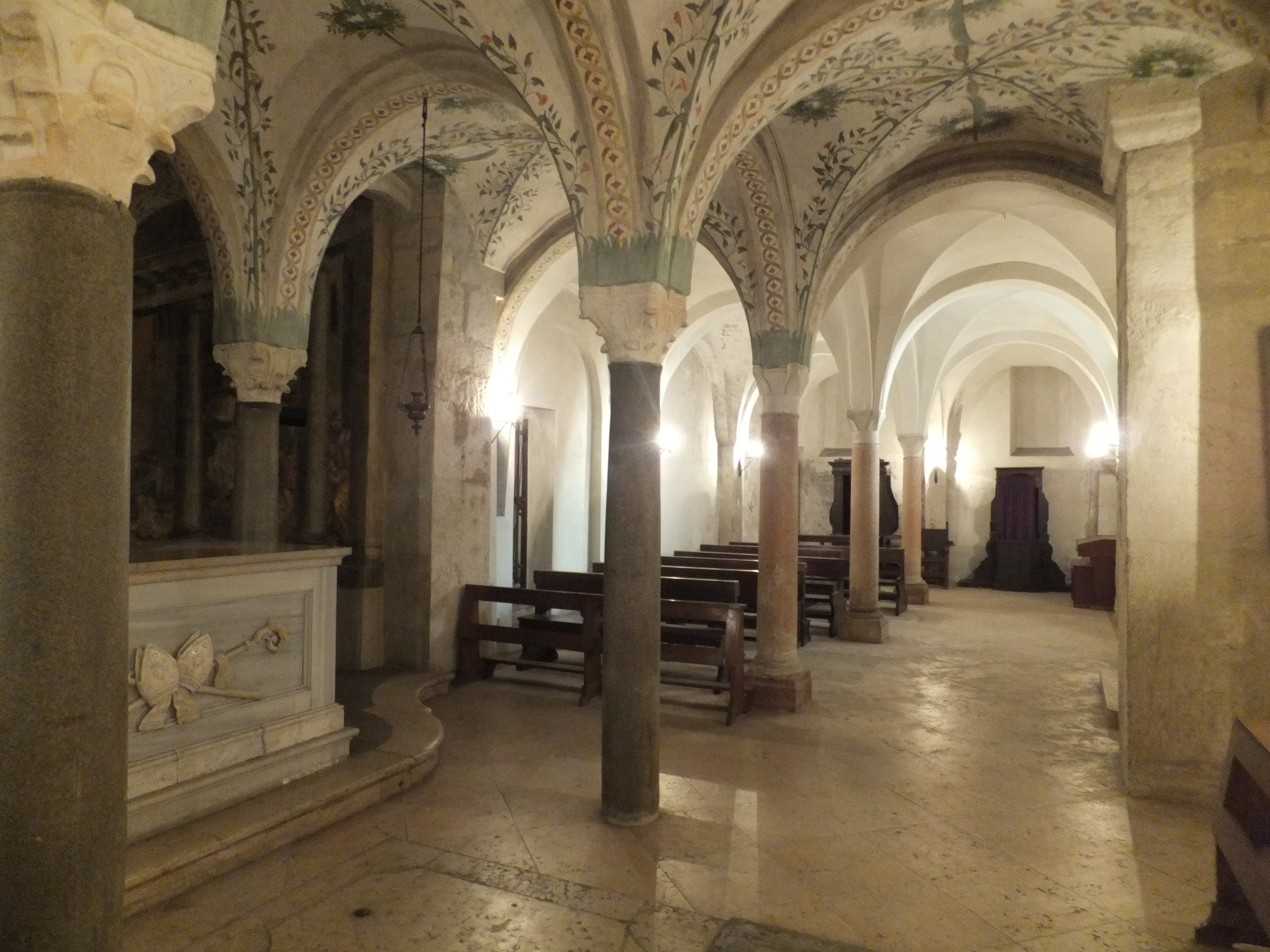
Cripta della chiesa di Santo Stefano. Si notino, in primo piano, tre delle quattro colonne in sienite di probabile origine egizia

Attraversando due scale, coperte da una volta a botte inclinata in tufo e poste in corrispondenza delle due navate minori, si raggiunge la cripta, uno degli elementi più caratteristici della trasformazione romanica dell'edificio. Venne realizzata per ospitare le reliquie dei martiri veronesi e dei santi vescovi. Il Da Lisca colloca la sua costruzione intorno al X secolo. La cripta è una struttura architettonica abbastanza comune delle chiese della provincia di Verona, si riscontra anche a San Giovanni in Valle, San Procolo, San Zeno, Santa Maria Matricolare, San Giovanni in Foro e San Severo a Bardolino. Per realizzarla si dovette procedere al rialzo del transetto di circa tre metri, portandolo all'altezza attuale, e quindi dividendo verticalmente la chiesa in tre livelli.

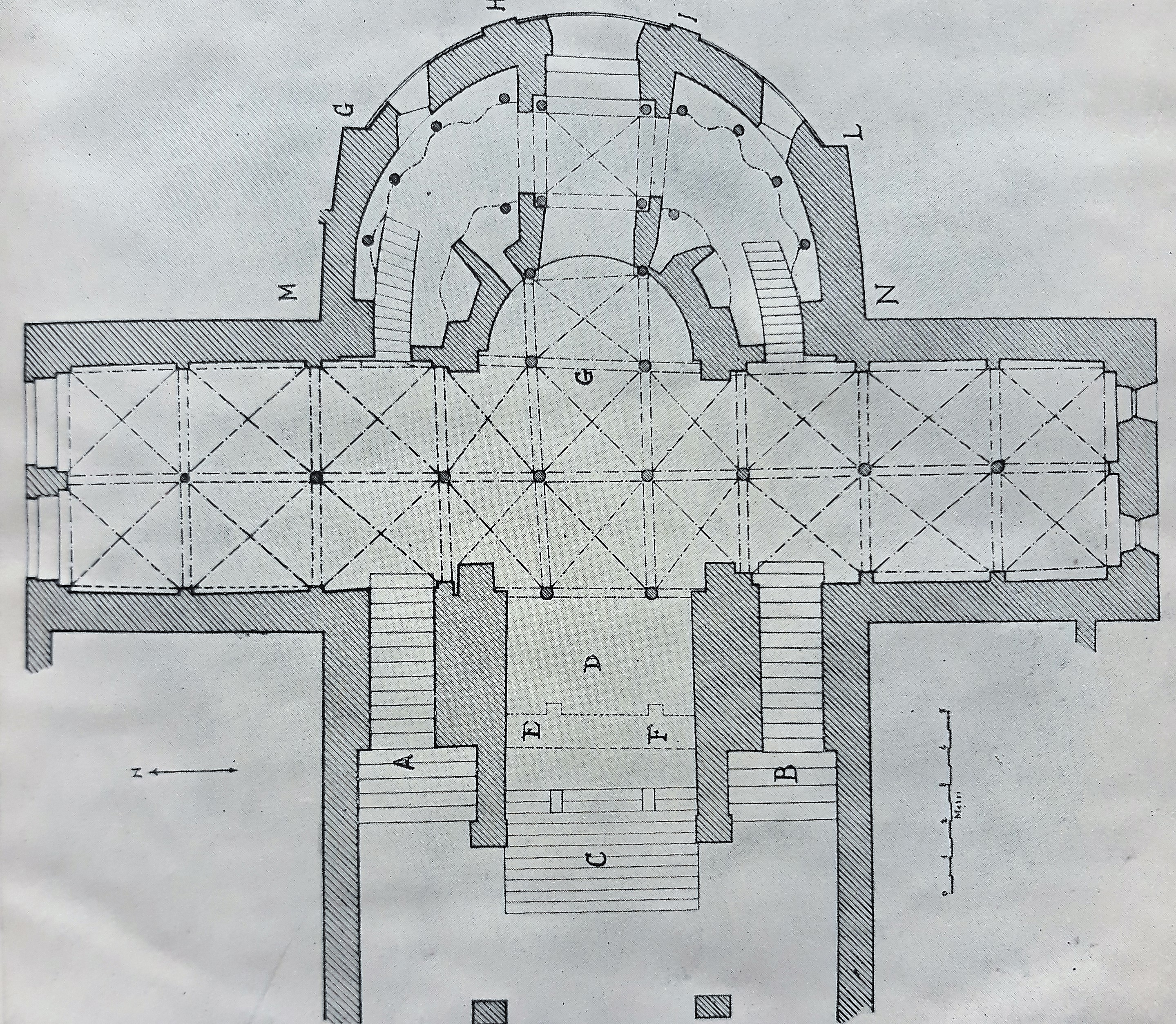
Pianta della cripta. Si noti l'ambulacro inferiore nell'abside.

Il soffitto, costituito da volte a crociera, è diviso in venti campante sorrette da un elegante colonnato composto da otto colonne in marmo rosso veronese e quattro in sienite (simile al granito grigio scuro) poste intorno all'altare e di probabile origine egizia; si è ipotizzato che possano provenire dal tempio dedicato a Iside e Serapide che qui anticamente sorgeva. I capiteli sono diversi, alcuni cubici e altri riconducibili allo stile corinzio semplificato tipico della Verona medioevale. Infine, il soffitto venne intonacato e riccamente affrescato intorno alla fine del XV secolo con decorazioni floreali il cui colore predominante è il verde.
Dietro l'altare, collocato al centro della cripta, vi è una statua rappresentante Santo Stefano realizzata nel XVIII secolo da Domenico Aglio e, sul muro, alcuni affreschi del XVI secolo tra cui una Strage degli Innocenti e una Annunciazione. Nella zona absidale vi si trova un ambulacro, posto in corrispondenza di quello superiore, contornato internamente da una serie di pilastri con capitelli di varie epoche che sorreggono la volta a botte.

### Esplicative
1. ↑  Questa caratteristica è piuttosto insolita per una chiesa paleocristiana, in quanto la maggior parte di queste sono divise in tre navate. Questa tipologia di pianta lega quindi l'edificio veronese a una serie di costruzioni chiesastiche caratteristiche della Lombardia e dell'Europa centrale. In Borelli, 1980, p. 347.
2. ↑  Nella zona in cui anticamente arrivava l'acquedotto romano di Verona, da qui "fontanelle". In Marchini, 1984, La chiesa di santo Stefano nei secoli. Fase paleocristiana.
3. 1 2 3  Oltre alle presunte reliquie di Santo Stefano, la chiesa ospita quelle di cinque antichi vescovi di Verona, quelle di quaranta martiri cristiani veronesi e, almeno secondo la tradizione, quelle di quattro bambini vittime della strage degli Innocenti. Tutte queste erano conservate nella cripta fino alla realizzazione della cappella Varalli dove furono traslate e tutt'oggi presenti. In Venturini, 2013, p. 116.
4. ↑  A titolo di esempio, alla sinistra del portale una incisione ricorda il crollo di una regasta (un argine) avvenuta il 14 giugno 1195 nelle vicinanze di Ponte Pietra; un'altra riferisce l'arrivo in città dell'imperatore Federico II; sempre riguardo a Federico un'ulteriore scritta riporta la sua vittoria nella battaglia di Cortenuova raccontando che nel «1236 nel mese di novembre il Sire Federico conquistò Vicenza, nel 1237 presso Cortenova sbaragliò i Lombardi». Altre scritte ricordano ulteriori avvenimenti come l'incendio di Montagnana del 1213, quello del castello di Caldiero del 1233 che causò 200 morti, l'ondata di freddo che gelò il 9 gennaio 1303 l'Adige e altri eventi atmosferici nefasti come tempeste ed alluvioni. In Venturini, 2013, pp. 77-79.
5. ↑  Vi è scritto: «Mille.trecento.otanta.oto.impeta.per.messer.Giacomo da Riva». In Cozzi, 1992, p. 349.
6. ↑  Sul cartiglio a sud vi è scritto «ECCE REX VESTER» ("Ecco il vostro re" -  Gv 19,14, su laparola.net.), in quello a nord «ASCENDIT DEUS IN JUBILO» ("Ascende Dio tra canti di gioia" -  Sal 46, su laparola.net.), a est: «UBI EST MORS VICTORIA TUA?» ("Dov'è morte, la tua vittoria?"  1Cor 15,55, su laparola.net.). In Venturini, 2013, pp. 101-102.
7. ↑  Sembra che il soggetto musicale sia ascrivibile al fatto che sia Domenico Brusasorzi sia il committente dell'opera Del Bene fossero soci della Accademia Filarmonica di Verona e attivi musicisti tanto che Giorgio Vasari nelle Le Vite descrive il primo come "ottimo musico". In Venturini, 2013, p. 104.

### Bibliografiche
1. 1 2  Venturini, 2013, p. 27.
2. ↑  Viviani, 2004, p. 258.
3. ↑  Venturini, 2013, p. 31.
4. ↑  Venturini, 2013, p. 129.
5. ↑  Viviani, 2004, pp. 258-259.
6. 1 2 3 4 5 6 7 8  Viviani, 2004, p. 259.
7. ↑  Da Lisca, 1936, p. 4.
8. ↑  Borelli, 1980, p. 347.
9. 1 2 3 4 5  Marchini, 1984, La chiesa di santo Stefano nei secoli. Fase palocristiana.
10. 1 2  Venturini, 2013, p. 33.
11. ↑  Solinas, 1981, p. 198.
12. ↑  Da Lisca, 1936, pp. 8-9, 12-13.
13. ↑  Da Lisca, 1936, pp. 16-24.
14. 1 2 3 4  Marchini, 1984, La chiesa di santo Stefano nei secoli. Fase alto medievale.
15. ↑  Da Lisca, 1936, pp. 27-29.
16. ↑  Da Lisca, 1936, pp. 35-36, 39-41.
17. 1 2 3 4 5  Marchini, 1984, La chiesa di santo Stefano nei secoli. Fase romanica.
18. ↑  Venturini, 2013, p. 99.
19. ↑  Venturini, 2013, pp. 99-101.
20. 1 2 3  Venturini, 2013, p. 115.
21. 1 2 3 4  Marchini, 1984, La chiesa di santo Stefano nei secoli. Dal trecento ad oggi.
22. ↑  Da Lisca, 1936, pp. 50-53.
23. 1 2  Venturini, 2013, p. 131.
24. ↑  Venturini, 2013, p. 132.
25. ↑  Venturini, 2013, pp. 133-134.
26. 1 2 3 4 5 6 7  Viviani, 2004, p. 260.
27. 1 2 3  Venturini, 2013, p. 26.
28. 1 2  Venturini, 2013, p. 29.
29. 1 2  Venturini, 2013, p. 36.
30. 1 2  Venturini, 2013, p. 37.
31. ↑  Da Lisca, 1936, pp. 11-12.
32. ↑  Venturini, 2013, p. 39.
33. ↑  Benini, 1988, p. 187.
34. ↑  Venturini, 2013, pp. 25-26.
35. ↑  Venturini, 2013, p. 69.
36. ↑  Venturini, 2013, p. 11.
37. 1 2 3  Venturini, 2013, p. 71.
38. ↑  Venturini, 2013, p. 77.
39. ↑  Venturini, 2013, pp. 72-73.
40. ↑  Venturini, 2013, p. 130.
41. ↑  Venturini, 2013, p. 72.
42. 1 2  Benini, 1988, p. 188.
43. ↑  Venturini, 2013, p. 74.
44. ↑  Venturini, 2013, p. 28.
45. ↑  Venturini, 2013, pp. 28-29.
46. ↑  Venturini, 2013, p. 30.
47. ↑  Venturini, 2013, pp. 47-48.
48. ↑  Venturini, 2013, p. 125.
49. 1 2 3 4  Benini, 1988, p. 192.
50. ↑  Da Lisca, 1936, pp. 65-66.
51. ↑  Venturini, 2013, pp. 81-82.
52. ↑  Venturini, 2013, pp. 82-83.
53. ↑  Da Lisca, 1936, pp. 62-63.
54. ↑  Venturini, 2013, p. 84.
55. ↑  Venturini, 2013, p. 116.
56. 1 2 3  Venturini, 2013, p. 118.
57. ↑  Cozzi, 1992, p. 326.
58. ↑  Benini, 1988, pp. 188-189.
59. 1 2 3  Benini, 1988, p. 191.
60. ↑  Venturini, 2013, pp. 89-92.
61. ↑  Venturini, 2013, p. 89.
62. ↑  Venturini, 2013, p. 91.
63. ↑  Da Lisca, 1936, p. 70.
64. ↑  Venturini, 2013, p. 87.
65. ↑  Cozzi, 1992, p. 349.
66. ↑  Venturini, 2013, p. 102.
67. ↑  Venturini, 2013, p. 104.
68. ↑  Da Lisca, 1936, p. 73.
69. ↑  Venturini, 2013, p. 85.
70. ↑  Venturini, 2013, p. 95.
71. ↑  Venturini, 2013, pp. 96-97.
72. 1 2  Venturini, 2013, p. 98.
73. ↑  Venturini, 2013, p. 44.
74. ↑  Venturini, 2013, p. 55.
75. ↑  Venturini, 2013, pp. 50-51.
76. ↑  Venturini, 2013, p. 53.
77. ↑  Venturini, 2013, p. 65.
78. 1 2  Venturini, 2013, p. 68.